# トワイライトエクスプレス
トワイライトエクスプレス（英語: Twilight Express）は、かつて大阪駅 - 札幌駅間で運行されていた臨時寝台特別急行列車である。2015年3月12日始発基準で一般販売を含めた臨時列車としての運行を終了し、その後はツアー専用列車として2016年3月22日の大阪駅着まで運転された。

## 概要
1989年7月21日に運転を開始。当初は旅行会社による企画商品（ツアー）に組み込まれた団体専用列車であったため、特急券・寝台券は一般販売されなかった。同年12月より臨時列車に変更し、特急券・寝台券の一般販売を開始した。
列車名は、出発日夕と翌日明け方の薄明を意味するトワイライトが由来となっている。このほか検討時には「北斗星」を初めとして北をイメージする漢字名称がすでに使用されているものが多かったため、主に「スターライト」「ポールスター」といった候補が挙げられていた。
日本海の雄大なパノラマと北海道の大自然を借景とし、ゆったりとした雰囲気で鉄道旅行を満喫することをテーマとして設計され札幌行では日本海の夕焼けと津軽海峡の明け方、大阪行では暮れなずむ津軽海峡と朝に輝く日本海を楽しめるダイヤ設定とした。
本列車は臨時列車の扱いであるため、JRグループ共通の予約状況検索サイト「JRサイバーステーション」では検索対象外となっており、空席状況はみどりの窓口などで直接確認する必要があった（例外的に札幌発のB寝台「Bコンパートメント」のみJR北海道がホームページで空席状況を確認できるサービスを提供していた時期もあったが、のちにそのサービスも終了した）。
2014年5月28日、JR西日本は車両の老朽化を理由に2015年春で運行を終了することを発表した。他に北海道新幹線開業時に青函トンネルの電圧が変更されることや整備新幹線の並行在来線がJRから第三セクター鉄道へ移管されることも廃止理由としてあげられている。2014年12月19日には、大阪発・札幌発ともに2015年3月12日を最終運転日とすることがJR西日本から発表された。
2015年2月12日、同年3月12日運行の最終列車の寝台券が発売され、午前10時の発売開始と同時にわずか数秒で上下とも完売した。
同年3月12日の最終下り列車出発時には約3500人の鉄道ファンが大阪駅に詰め掛け、同日の最終上り列車出発時には約1000人が札幌駅に詰め掛けた。翌13日、双方の最終列車が終着駅に到着し通常のトワイライトとしての運転は終わりを迎えた。
下り最終は第2編成とカニ24 13の組み合わせで大阪 → 青森間がEF81 43、青森 → 五稜郭間はED79 12、五稜郭 → 札幌間はDD51 1143（前）+1095（後）が牽引を担当。
上り最終は第3編成とカニ24 10の組み合わせで札幌 → 五稜郭間がDD51 1138（前）+1142（後）、五稜郭 → 青森間はED79 12、青森 → 敦賀間はEF81 113、敦賀 → 大阪間はEF81 44が牽引を担当した。
なお、「トワイライトエクスプレス」の名称は、2017年6月17日から営業運転を開始した豪華寝台列車「TWILIGHT EXPRESS 瑞風」に受け継がれた。

## 運行概況

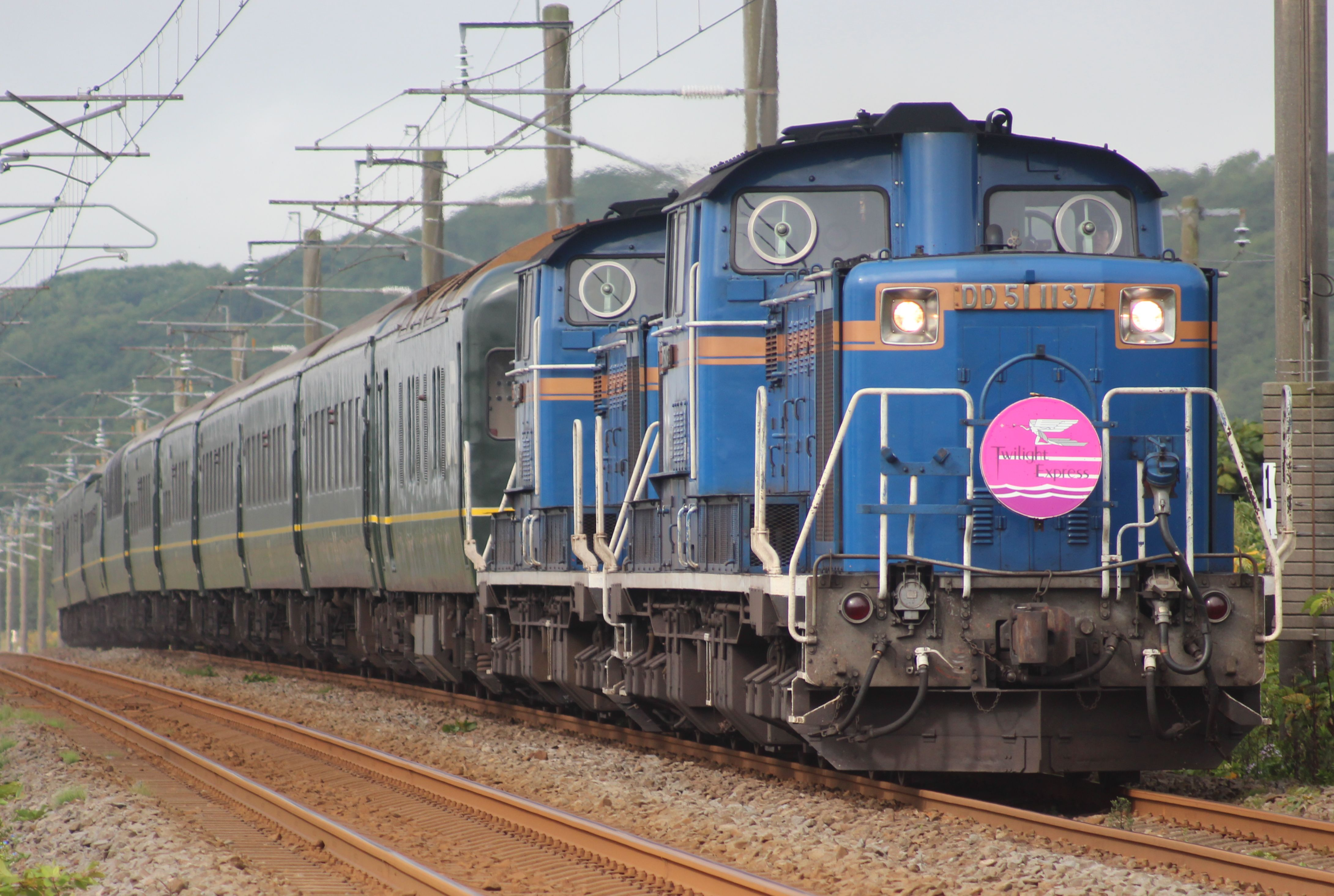
北海道を走行するトワイライトエクスプレス（室蘭本線 白老駅 - 社台駅 2012年9月4日）
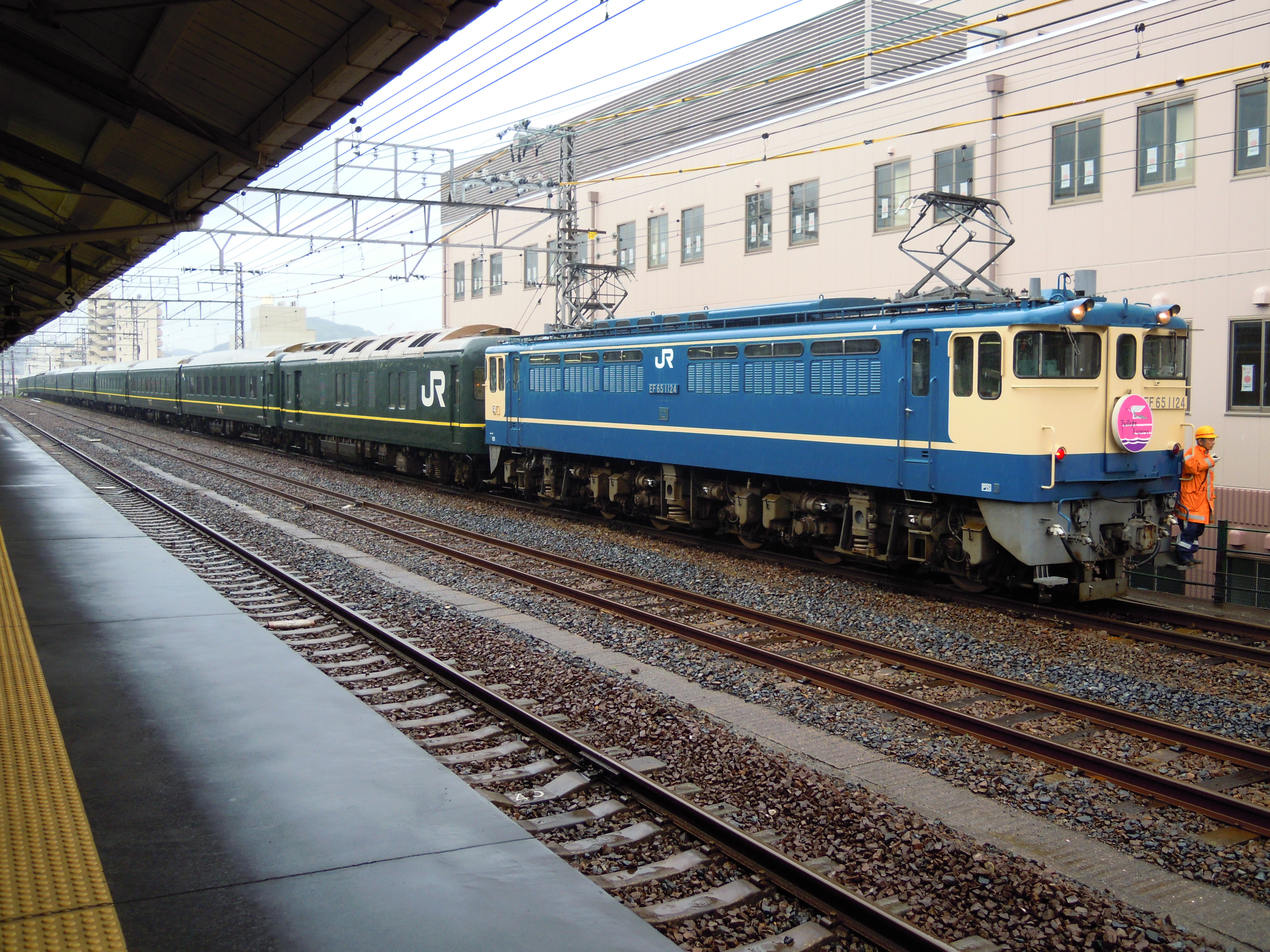
団体専用臨時列車として使用されるトワイライトエクスプレスの車両（山陽本線 下関駅 2012年6月15日）
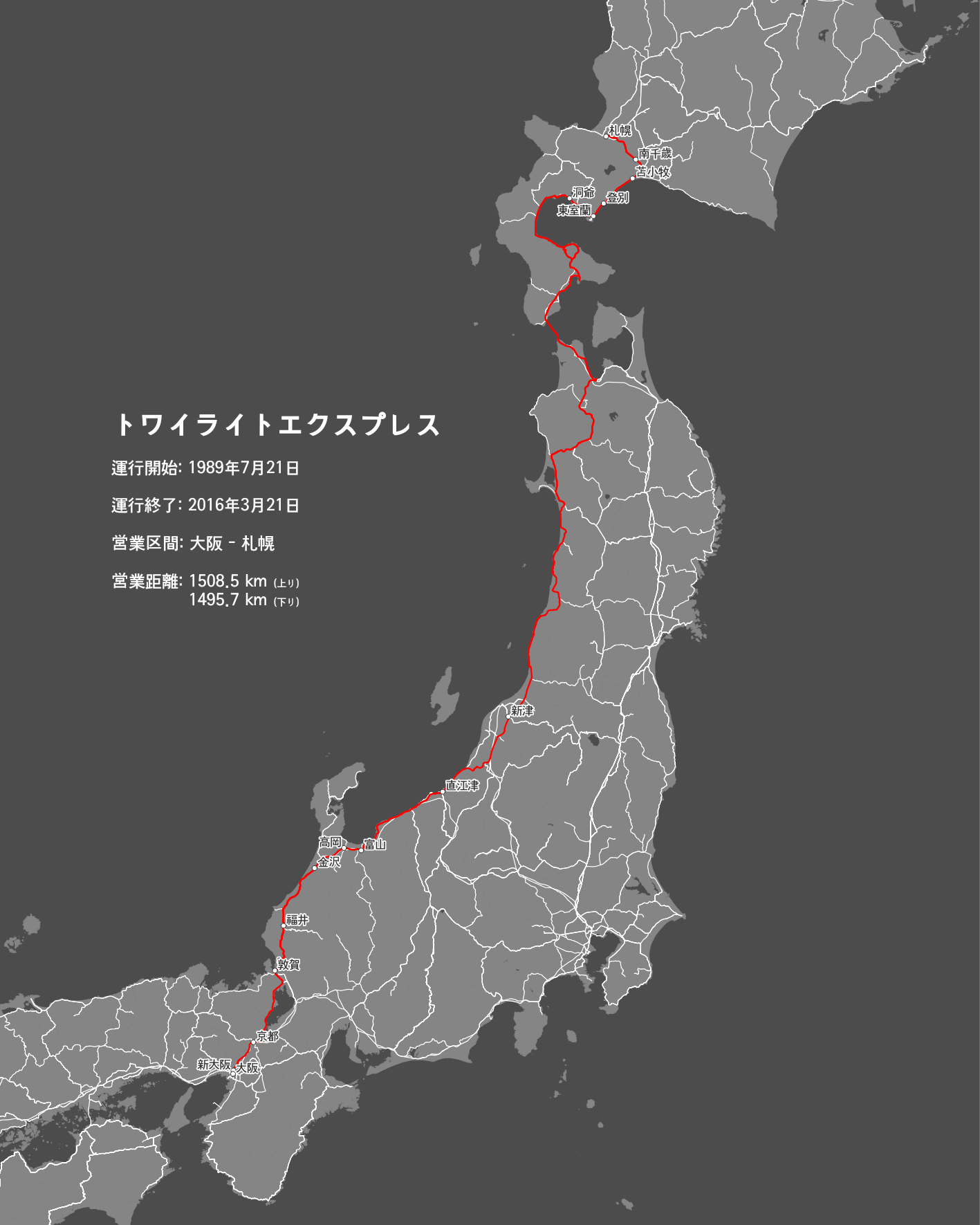
路線図

東海道本線（JR京都線）・湖西線・北陸本線・信越本線・羽越本線・奥羽本線（日本海縦貫線）・津軽線・海峡線・江差線（津軽海峡線）・函館本線・室蘭本線・千歳線の12線区を経由した。
2014年3月15日時点での運行概況は次の通り。
JR西日本・JR東日本・JR北海道のJR旅客3社にまたがり、下り大阪発札幌行きは1,495.7kmを約22時間、上り札幌発大阪行きは1,508.5kmを約22時間50分かけて運行し、JR分割民営化後としては日本一の営業キロを誇る旅客列車である。
運転日は始発駅基準で、下り列車が月曜日・水曜日・金曜日・土曜日、上り列車は火曜日・木曜日・土曜日・日曜日。運転日が限定されているため、「カシオペア」と同様に定期列車ではなく臨時列車として運転されていた。そのため列車番号は大阪駅を起点として下り列車が 8001、上り列車が 8002 だった。なお、春の大型連休や6月中旬 - 8月中旬・年末年始・さっぽろ雪まつりなどの繁忙期には毎日運転されており、その期間中は保有する3編成すべてがフル稼働していた。
通常期でもイベントや旅行会社主催のツアー用団体専用列車として重宝され、大阪環状線や阪和線・紀勢本線、山陽本線や呉線、ほかに四国や九州、首都圏方面にも入線したことがある。その際には、EF65形などが牽引機として使用される場合もあった。
大阪駅と札幌駅の発着時には、「いい日旅立ち」のインストゥルメンタルバージョンが流されていた。かつては大阪発で「いい日旅立ち」（山口百恵）、札幌発で「三都物語」（谷村新司）の、いずれも本人歌唱版が流されていた（始発時に1番、終着時に2番）。

### 停車駅
大阪駅 - 新大阪駅 - 京都駅 - 敦賀駅 - 福井駅 - 金沢駅 - 高岡駅 - 富山駅 - 直江津駅 - 長岡駅 - 新津駅 - （この区間、客扱いなし） - 洞爺駅 - 東室蘭駅 - 登別駅 - 苫小牧駅 - 南千歳駅 - 札幌駅
このほかにも、以下の駅に運転停車していた（2014年3月15日以降、廃止まで）。
- 酒田駅・秋田駅・大館駅・弘前駅・青森駅・蟹田駅・五稜郭駅
  - 上下とも停車。蟹田駅以外では運転士の交代、青森駅では車掌の交代、青森駅と五稜郭駅では機関車の付け替えが行われていた（後述）。金曜日に大阪を発つ下り列車は五稜郭駅での機関車付け替えの間に函館駅から折り返してきた「カシオペア」を先行させるダイヤになっていた。下り列車は運転日により臨時寝台特急「あけぼの」と酒田駅ですれ違った[注 5]。

- 近江舞子駅・鯖江駅・鶴岡駅・大久保駅・津軽新城駅
  - 下り列車のみ停車。近江舞子駅と鯖江駅では後続列車を待避していた。また、大久保駅では運転日によっては上り列車と列車交換していた。
- 新青森駅・越後早川駅・芦原温泉駅・大津京駅
  - 上り列車のみ停車。芦原温泉駅と大津京駅では後続列車を待避していた。

上下列車とも、新津 - 洞爺間の区間内では客扱いを行わなかった。この通過区間は距離・時間ともにJRグループの旅客列車では時刻表上の最長で、当該区間は下り列車で11時間37分、上り列車は12時間4分に及んだ。
函館本線森 - 大沼間では上下列車で通過区間が異なり、上り列車は勾配の緩い支線（砂原線）を経由した。また、湖西線が比良おろしなどの強風で運行できない場合は琵琶湖線（米原駅）経由で運行されたほか、ダイヤに大幅な乱れが生じた場合には函館駅に乗り入れる場合があった。特に、冬季を中心に日本海沿岸部を走る一部区間では強風や雪害の被害に遭いやすく、しばしば運休や遅延が発生していた。
運行区間に優等列車が多く、また走行距離が長かったことから、後続列車を待避する回数が多かった。下りは近江舞子駅で「サンダーバード」19号、鯖江駅で同21号に、上りは洞爺駅で「北斗」12号に、青森駅で「スーパー白鳥」98号に、芦原温泉駅で「サンダーバード」14号、敦賀駅で同82号（臨時）、大津京駅で同16号に追い抜かれていた。「トワイライトエクスプレス」同士のすれ違いは、定時運行ならば奥羽本線大久保駅または東海道本線（JR京都線）西大路 - 京都間のいずれかで見られた。

### 使用車両・編成

#### 機関車
2015年3月12日始発基準で大阪 - 札幌間の最終運行までを牽引していた機関車
- EF81形電気機関車（敦賀地域鉄道部敦賀運転センター車両管理室所属）
  - 大阪 - 青森間で牽引。原則として客車と同じ塗色のトワイライトエクスプレス専用機5両のいずれかを使用していたが、例外的に交換機関車の運用の都合や故障等などが発生した場合において、同鉄道部管理の一般色（ローズピンク色）が代走として入ることもあった。また逆に、専用機もかつては運用の都合で「日本海」の牽引にも充当されたこともあった。上り列車は敦賀駅で別のEF81形機関車と交替した。乗り心地向上のため、専用機はすべて両側の連結器が通常の自動連結器から密着自動連結器に交換されており、それに伴ってスカートの形状も若干変更されている（連結対象車であるカニ24も同様に交換されている）。かつては、機関車のパンタグラフから飛び散る擦り切れた架線の金属片が1号車の展望室の窓にかからないようにするために札幌側の車体上にカバーがつけられた時期もあったが、数日間で取り外された。

- ED79形電気機関車（函館運輸所青函派出所所属）
  - 青森 - 五稜郭間で牽引。同形式が牽引する「カシオペア」や「北斗星」とは異なり、ヘッドマークは取り付けられていない。また、2016年3月に一般販売分のカシオペア・はまなすが運行終了後に順次廃車前提で配給輸送されていた。

- DD51形ディーゼル機関車（函館運輸所所属）
  - 五稜郭 - 札幌間で牽引。道内の他の高速列車へのダイヤの影響を軽減すること、下り列車が七飯 - 森間で急勾配区間の介在する本線（大沼公園駅）経由での運転となることから、「カシオペア」や「北斗星」と同じく重連運転での牽引であった。

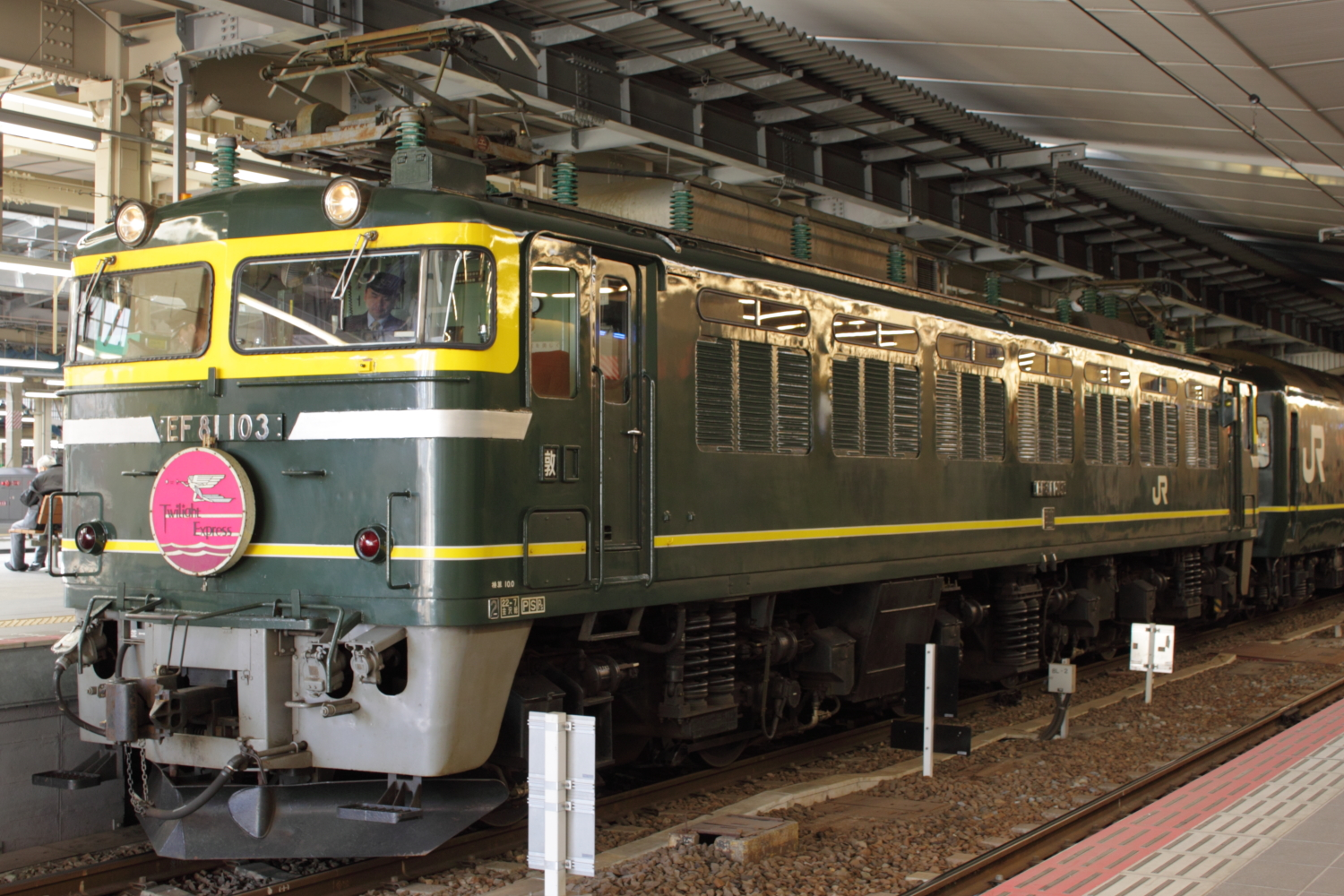
EF81形電気機関車（専用塗装）
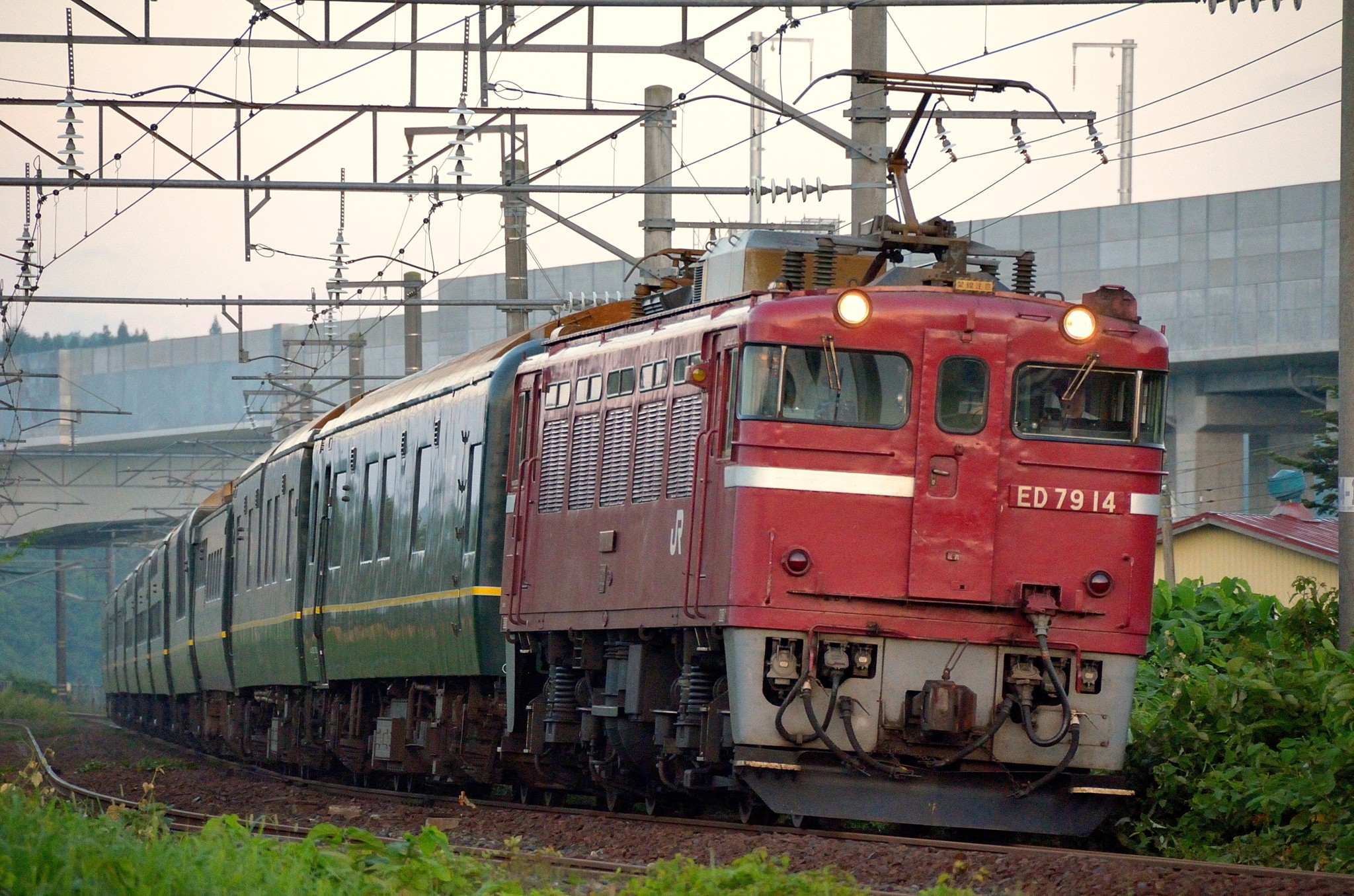
ED79形電気機関車
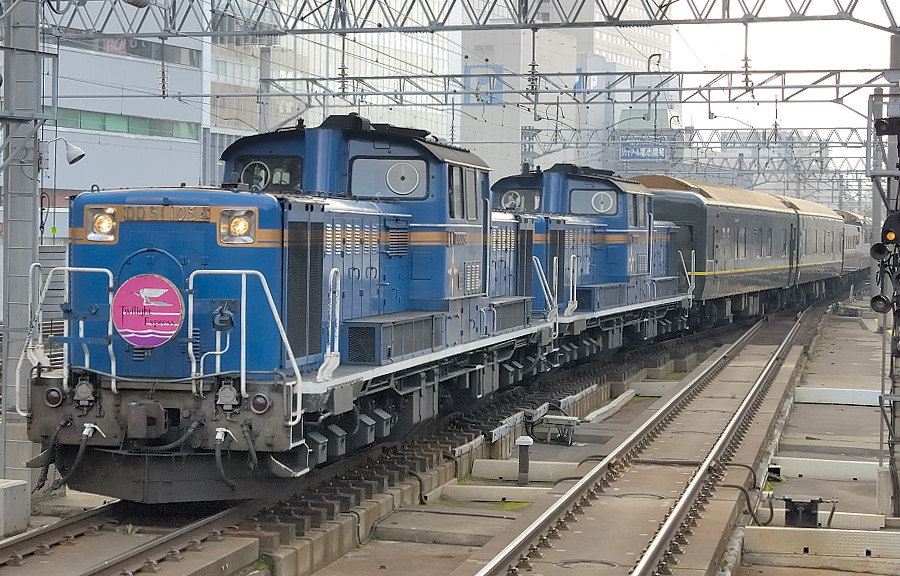
DD51形ディーゼル機関車

過去の牽引機関車
- ED76形551号機（旧・青函運転所所属）
  - ED79形の増備として改造された車両で、ED79形より車体長が長いために「カシオペア」や「北斗星」での青森駅入線ホームに制約があったことから、編成の短い当列車には重点的に用いられた。2001年3月31日付に廃車されている。

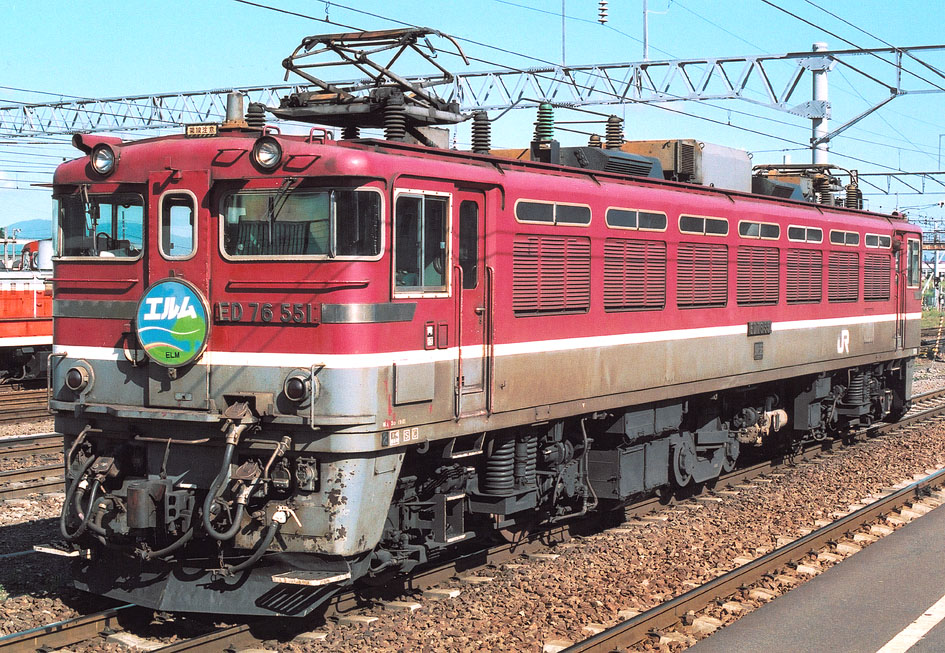
ED76形電気機関車 (ED76 551)

#### 客車
JR西日本網干総合車両所に所属し、宮原支所に配置されている24系25形客車のうち、当列車用に内外装の改造を施した専用編成（10両編成3本）が運用されていた。ヨーロッパの豪華夜行列車オリエント急行をモデルとして、従来の「寝台列車＝ブルートレイン＝青」というイメージとは一線を画す日本海をイメージした深緑にトワイライトを表す金色（黄色）の帯を1本締める独自の塗色とした。なお、当初（一般客が乗車可能となった1989年12月）のA寝台車両は1号車のみだったが、同列車の好評を受け、1990年と1991年にオハネ25形を改造した2号車（スロネ25形）を組み込んで2両とした。スシ24形は485系・489系からの改造であり、廃止時点で既に車齢40年以上が経過していた。

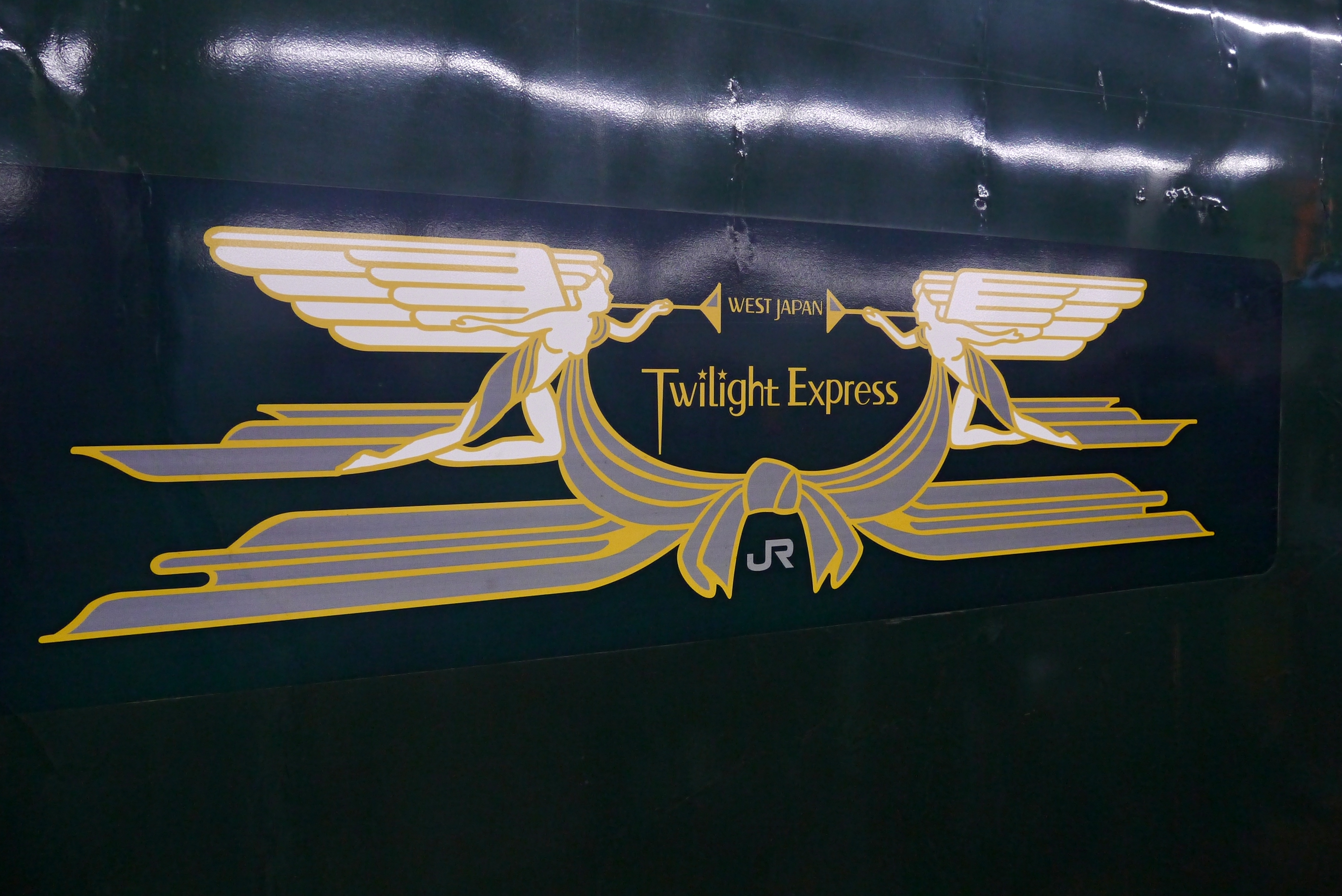
車体側面のエンブレム

2002年秋までに全編成の車両リニューアルが完了。内装は「木のぬくもり」をテーマにした木目調に変更され、A寝台車両やサロンカーにあるテレビモニターの更新や、7号車のミニサロンには本革のソファーを設置した。外装は金色（黄色）の帯の上下に銀色の縁取りが追加され、車体側面にあるエンブレムも意匠を変更している。
カニ24形はトワイライトエクスプレス色に塗り替えられた専用車が4両在籍していた。編成は3編成だが故障時などに備えて予備が1両配置されており、車番は10・12・13・14であった。また、トワイライトエクスプレス色のカニ24形はかつて運行されていた寝台急行「銀河」や寝台特急「日本海」にも連結されたことがあり、JR東日本のEF65形が牽引した寝台急行「銀河」では、スーパーエクスプレスレインボーの牽引指定機との組み合わせも見られた。EF81形電気機関車と同様に密着自動連結器に交換されており、乗り心地の向上に役立っていた。

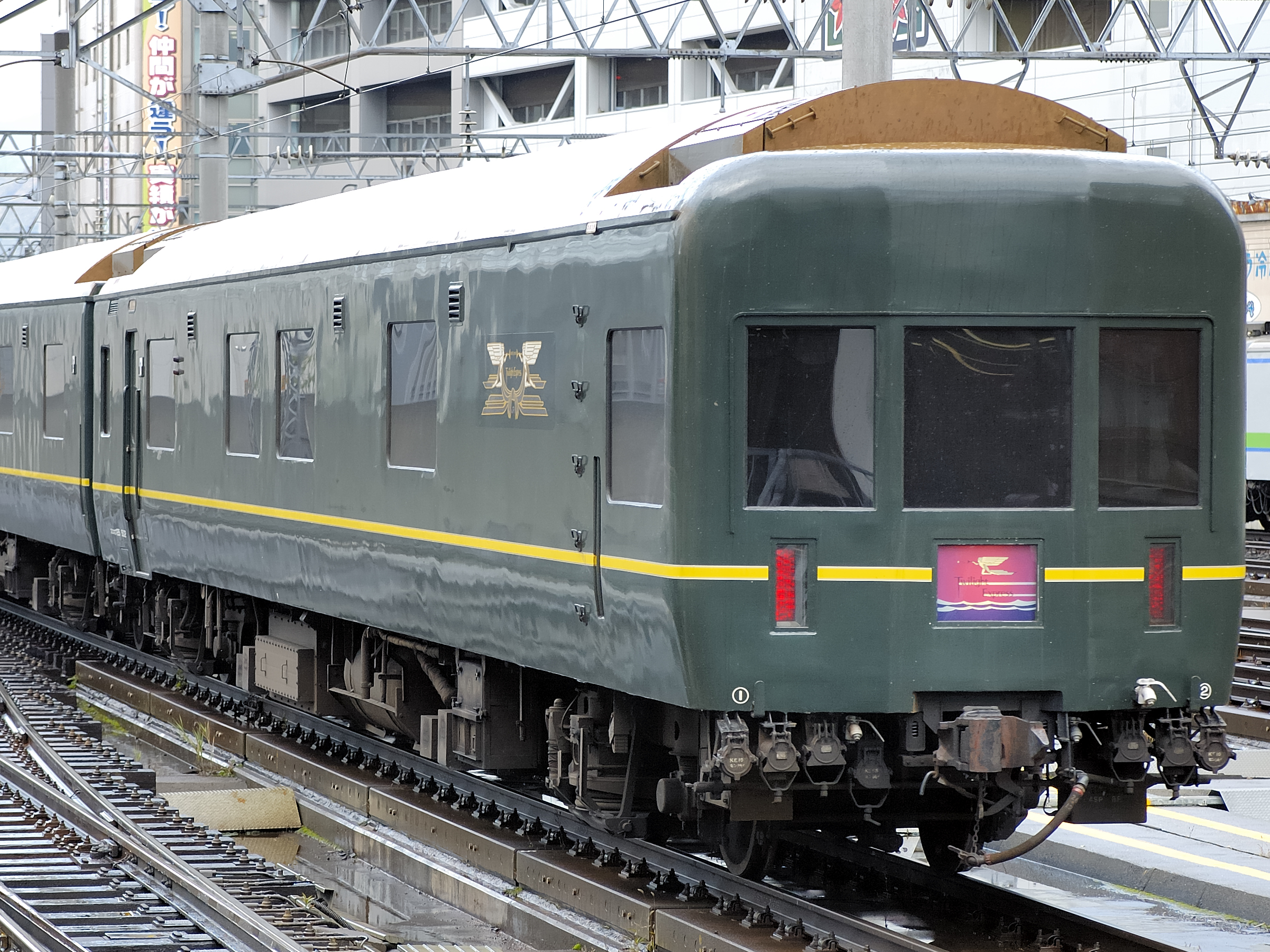
1号車 スロネフ25形500番台
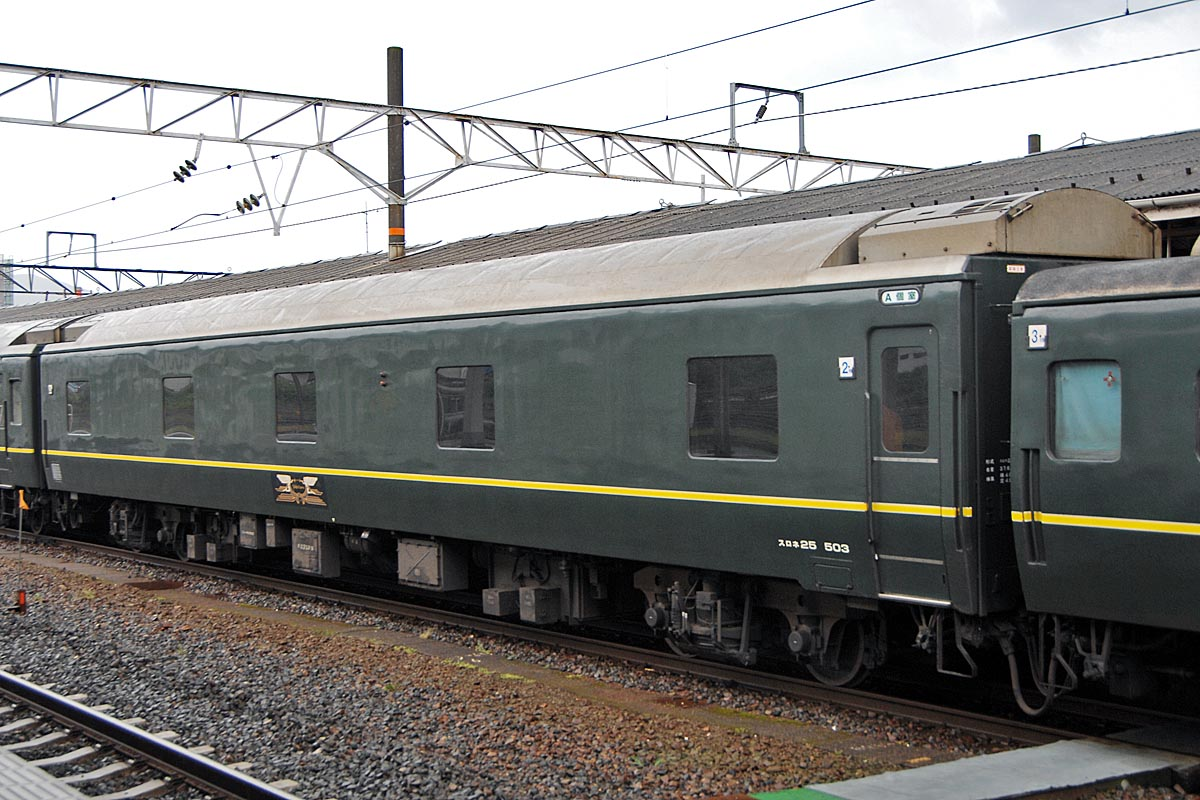
2号車 スロネ25形500番台
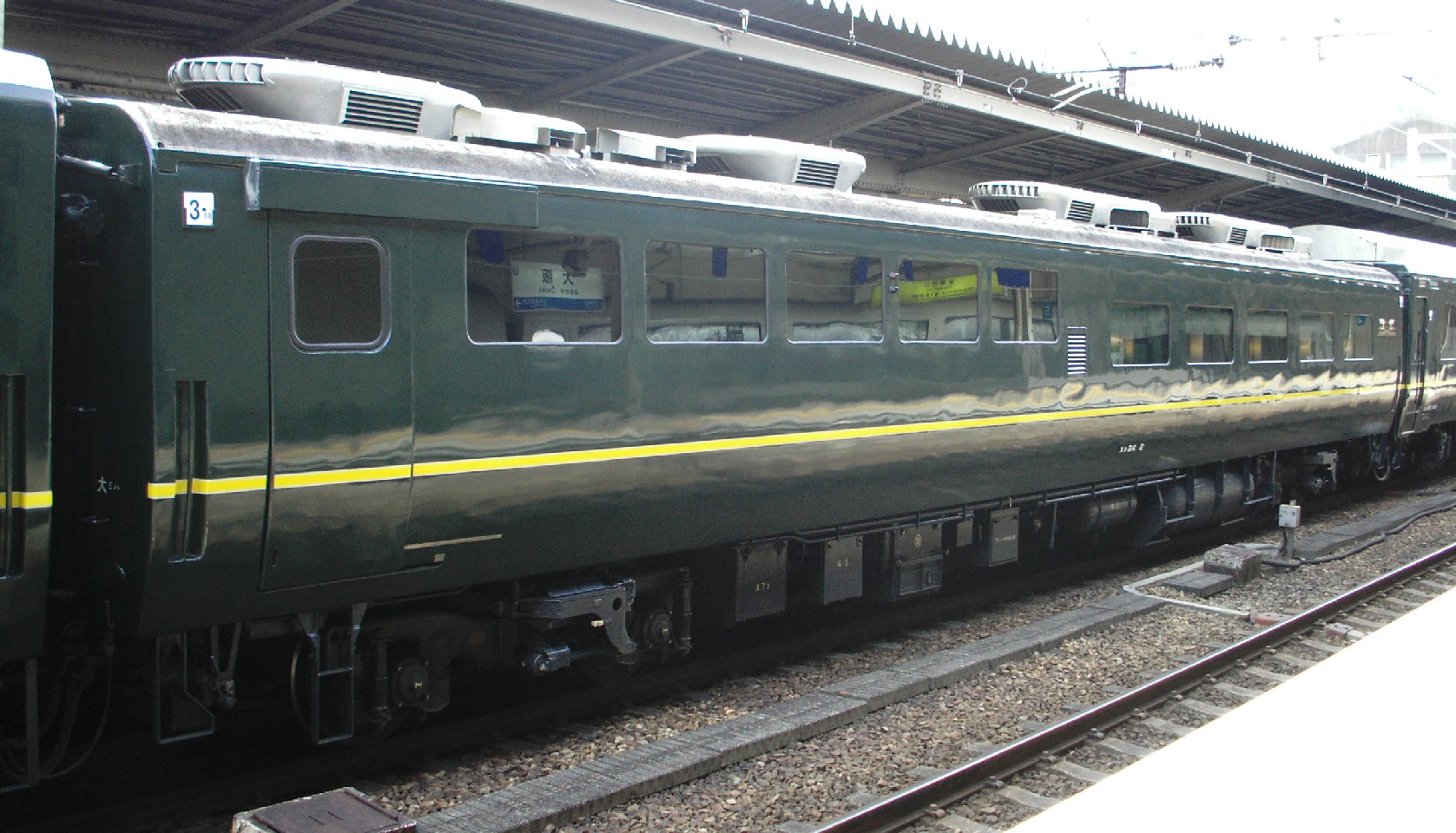
3号車 スシ24形0番台
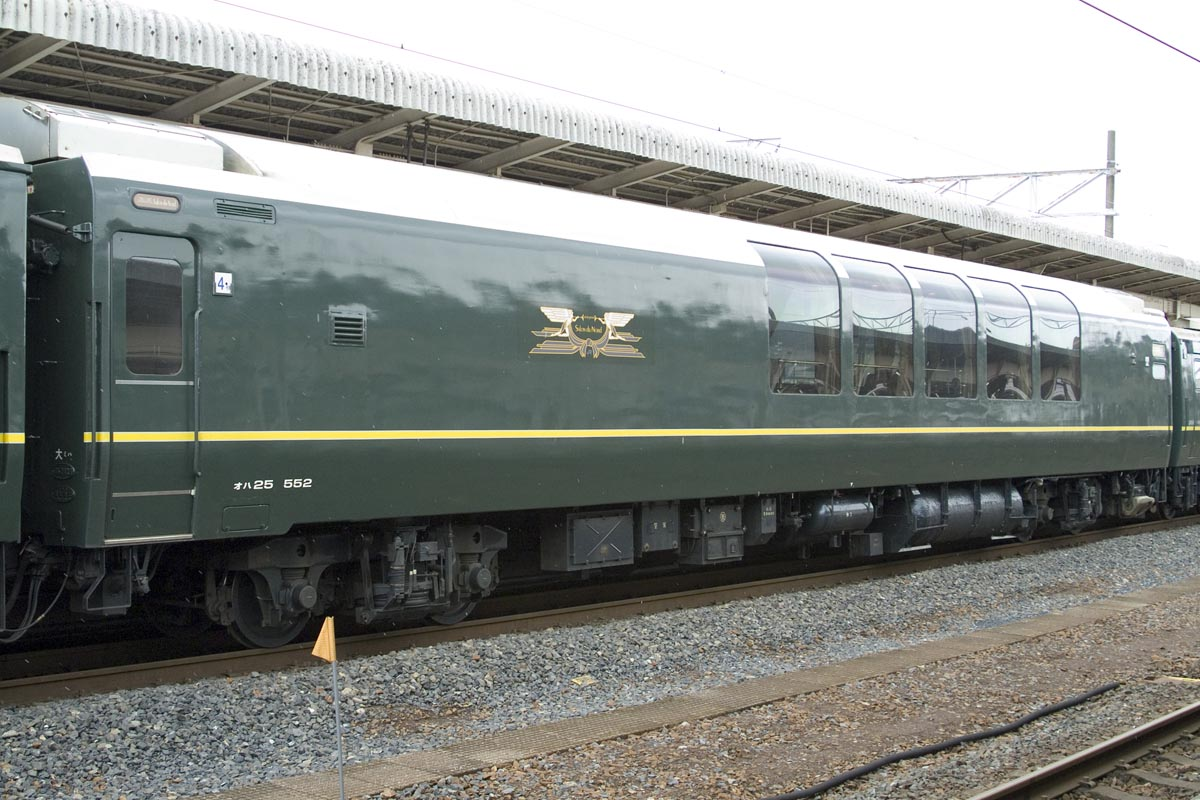
4号車 オハ25形550番台
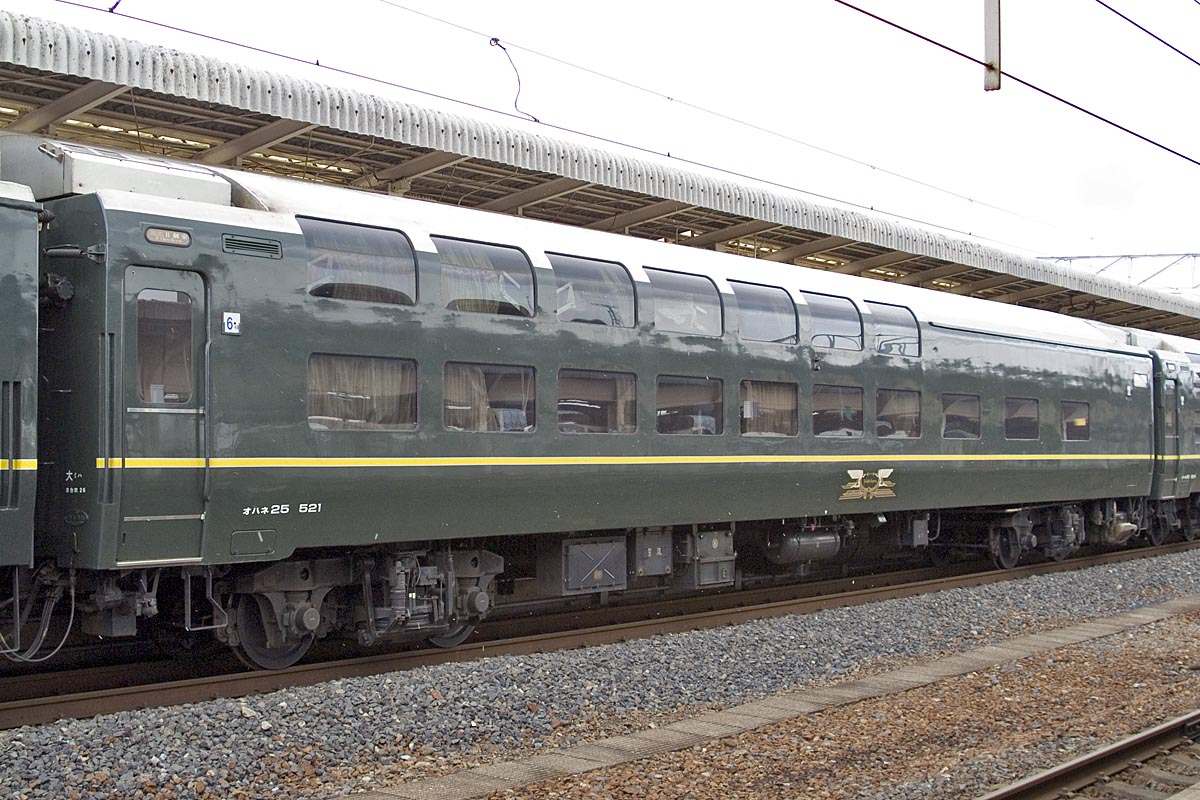
5・6号車 オハネ25形520番台
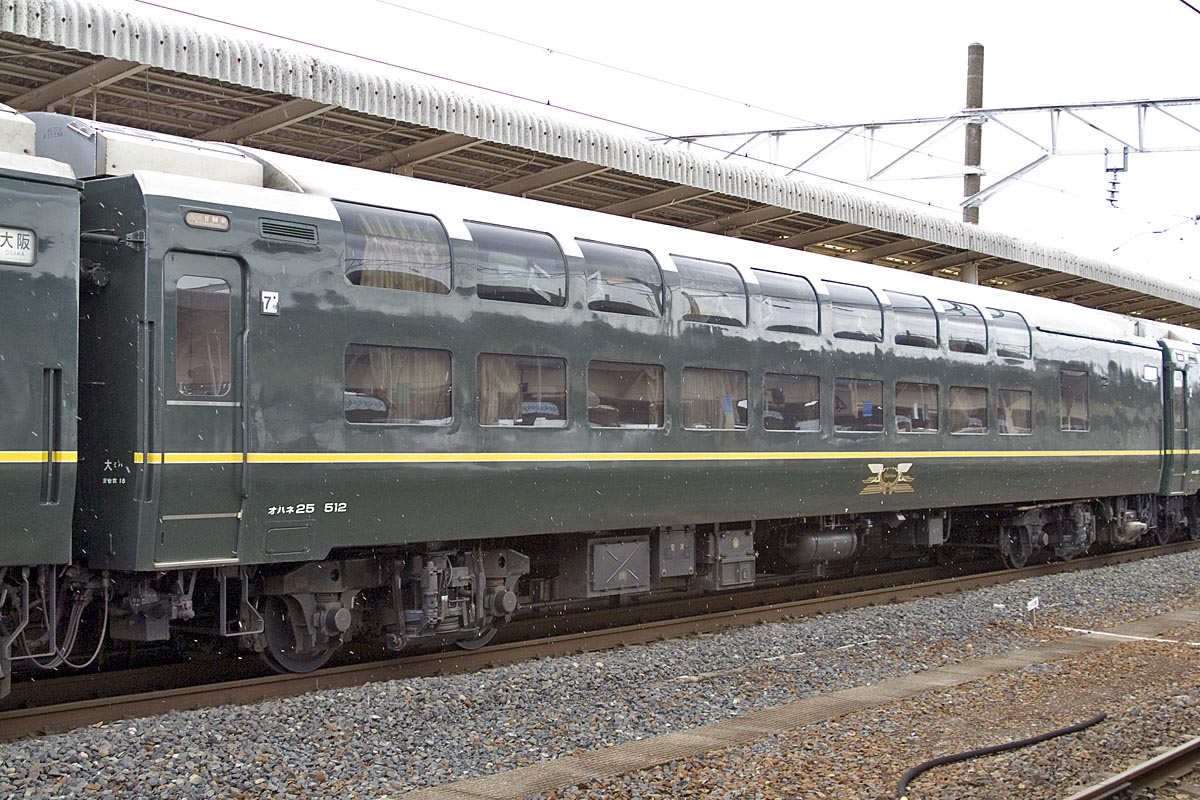
7号車 オハネ25形510番台
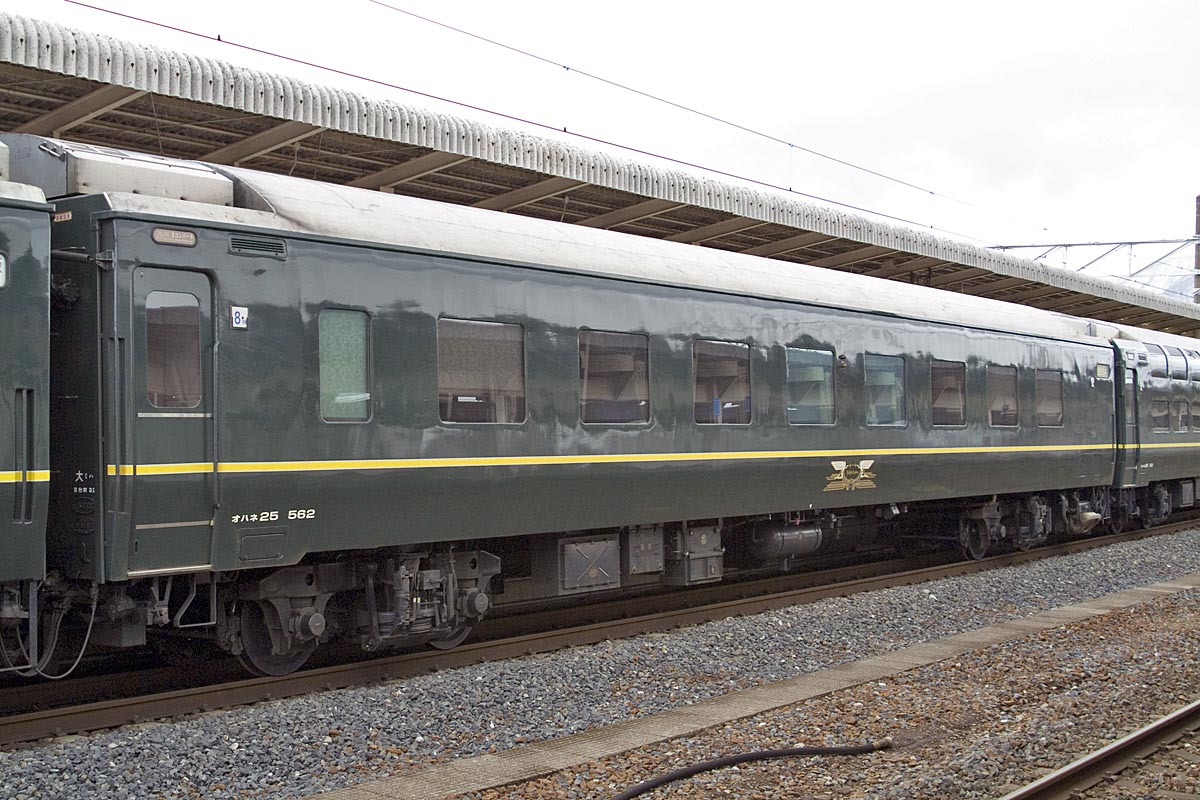
8号車 オハネ25形560番台
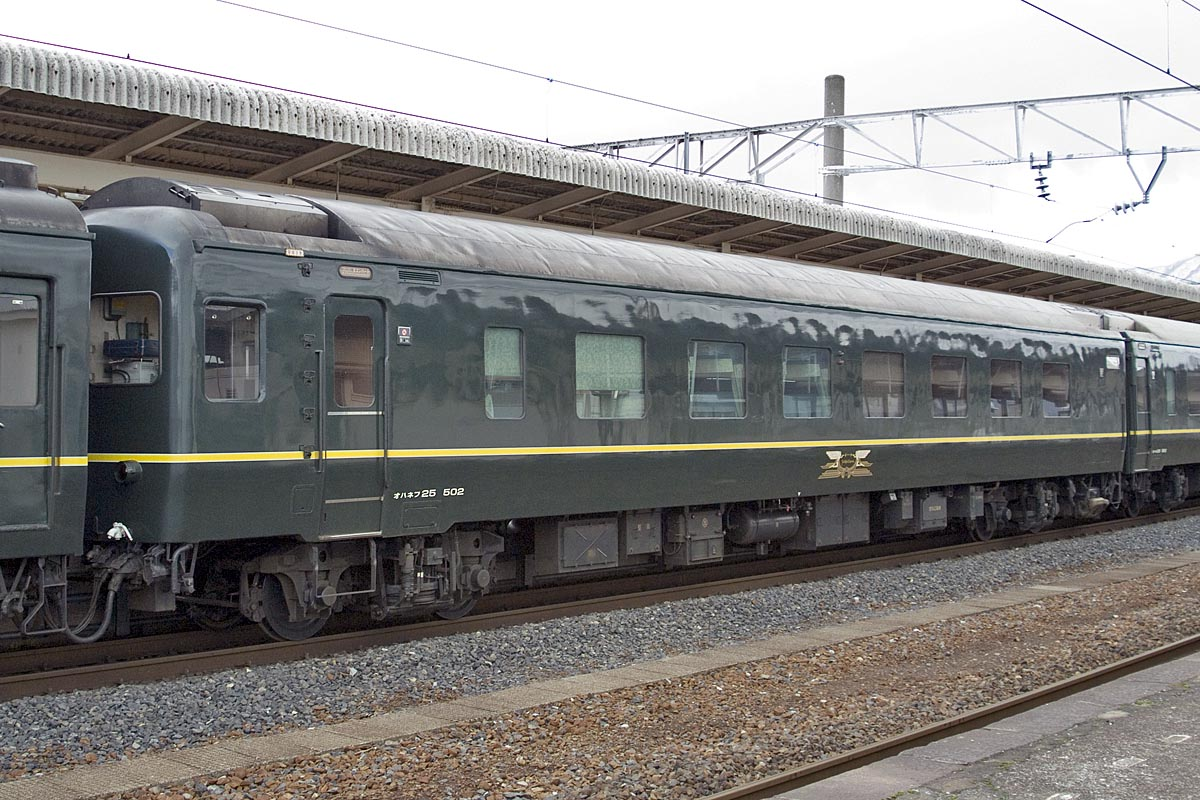
9号車 オハネフ25形500番台

#### ヘッドマーク

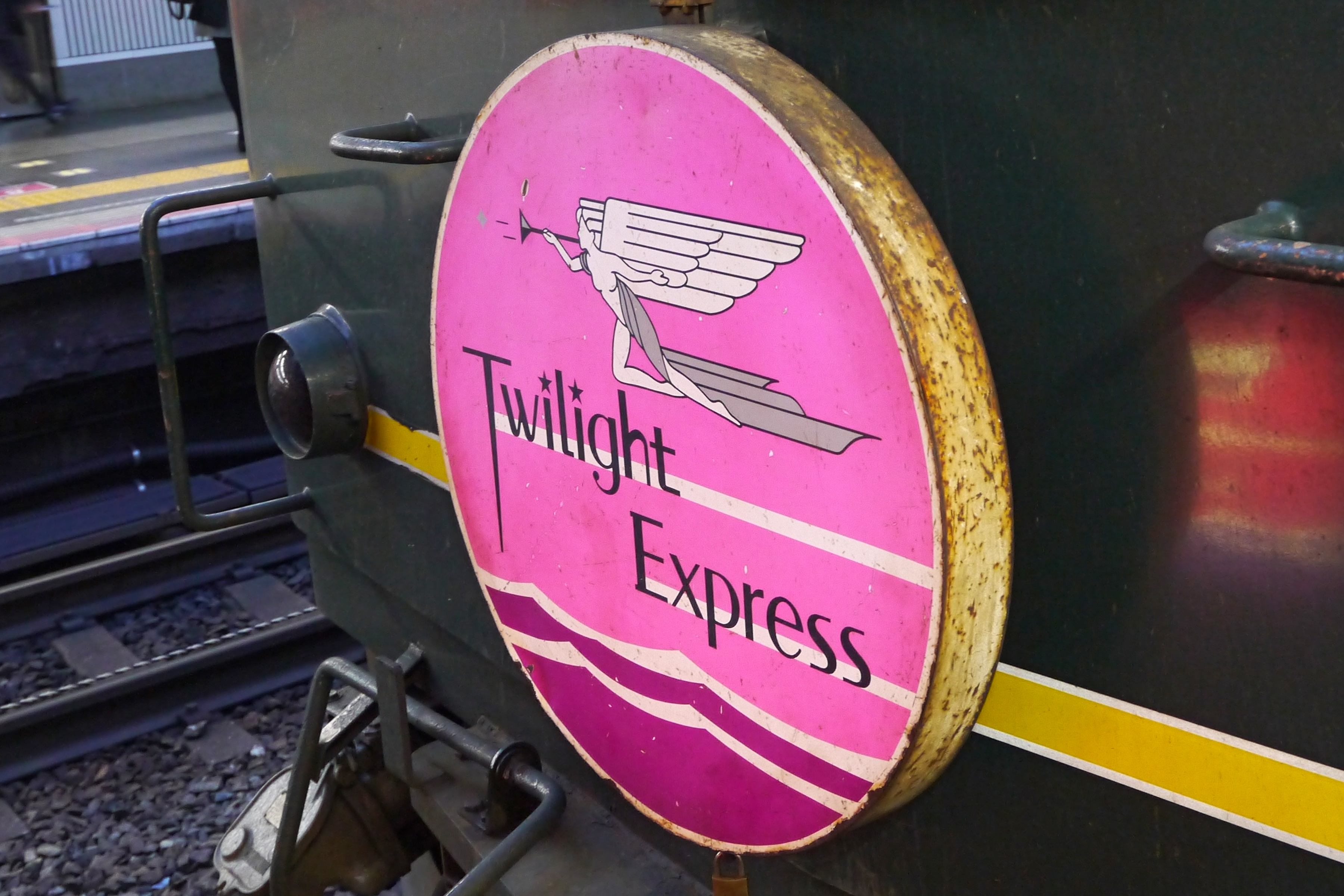
機関車に取り付けられるヘッドマーク

国鉄時代はヘッドマークのデザインには視認性が重要視されており、列車名を大きく太く描くデザインが多数派であった。しかし、本列車は列車名が長いことから、ヘッドマーク全体のデザインで視認するという方針となった。
列車名をアルファベットで配し、ピンク色を基調とした斬新なデザインとした。下部には日本海をイメージした波のデザインが入れられているが、日本海縦貫線を走行していた寝台特急「日本海」のものよりも波の線や高さを抑えた、静かな波模様をイメージしている。海の部分は紫色とすることで、夕映えを表している。列車名上部にはエンブレムにも用いられている天使が描かれているが、客車に描かれたエンブレムとは違い、ラッパの先に星が追加されている。列車最後尾のテールサインにもヘッドマークと同様のロゴが用いられているが、脱ブルートレインを意識したためか、国鉄時代から用いられた「流れ星」マークは描かれていない。
ヘッドマークの製造方法には2種類あり、初期のものはシルクスクリーン印刷を使用した表面が比較的平滑なもの、その後アクリル板を型抜きして文字やイラストを作り、貼り付けたものも登場した。

### 客室設備

#### A寝台

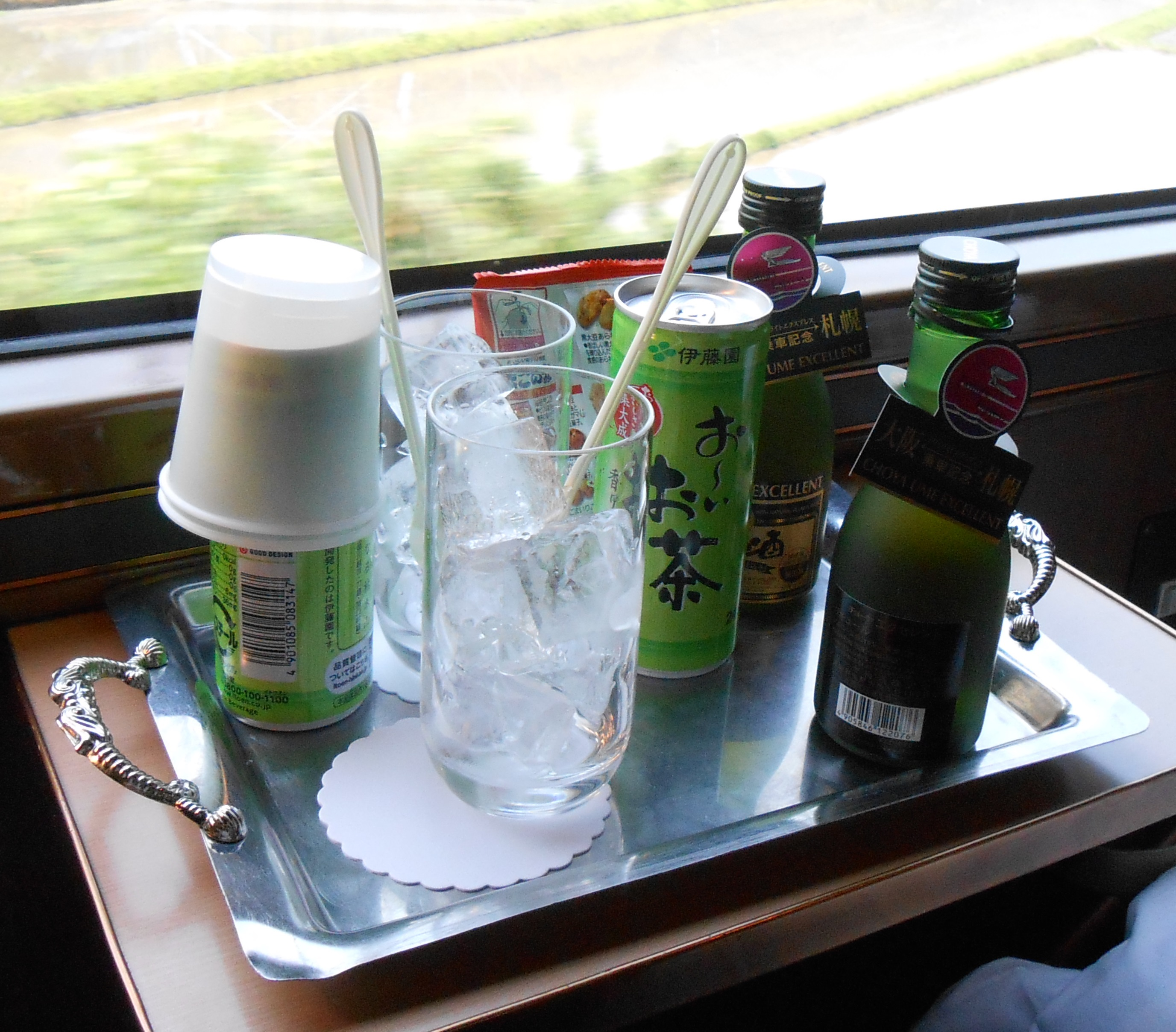
ウェルカムドリンクの一例

1号車と2号車はA寝台個室。寝台兼用ともなるソファーベッド・テーブル・シャワー室・トイレ・ビデオモニター・オーディオサービスなどが設置された豪華なつくりになっていた。
スイート
1号車・2号車に1室ずつ設置された2人用個室。リビングとツインベッドを備えた寝室とが別々となっており、リビングと寝室とはレースカーテンで仕切ることもできた。リビングにあるソファはエキストラベッドにもなり、オプションで3人まで利用可能だった。この他、シャワー室、洗面台・トイレ、冷蔵庫、ビデオモニター用の液晶テレビ、クローゼットなどを備えた。発車直後にウェルカムドリンクが、翌朝には新聞朝刊とコーヒーまたは紅茶が、それぞれサービスされた。
1号車の個室は列車の大阪寄り最後部（上り列車では最前部）のため展望を満喫できるが、興味本位で外から覗かれやすいため、のちにリビングの展望窓は外から見えにくいようマジックミラーに取り換えられた。デビュー当初はダブルベッドであったが、のちにツインベッドに交換されている。またシャワー室は脱衣場のない収納式の洗面台・トイレと一体となったユニットタイプであった。
2号車の個室は車両中央部に配置されているため方窓タイプとなっており、展望は満喫できない代わりにリビングにはサロンカーに設置されているものと同一の、屋根まで回り込んだ大型の曲面ガラスを備えた。ベッドは1号車が枕木に平行して配置されているのに対し、こちらはレールに平行して配置された。シャワー室はセパレートタイプで、脱衣場にもなる洗面台・トイレとは別々に設けられていた。
ロイヤル
1号車・2号車に4室ずつ設置された1人用個室。ベッドはセミダブル仕様で、オプションで2人での利用も可能であった。この他、シャワー室、洗面台・トイレ、ビデオモニター用液晶テレビ、クローゼットなどを備えていた。発車直後にウェルカムドリンクが、翌朝には新聞朝刊とコーヒーまたは紅茶が、それぞれサービスされた。同名の個室は「北斗星」にも存在するが、ソファーベッドが電動式になっているという違いがあった。

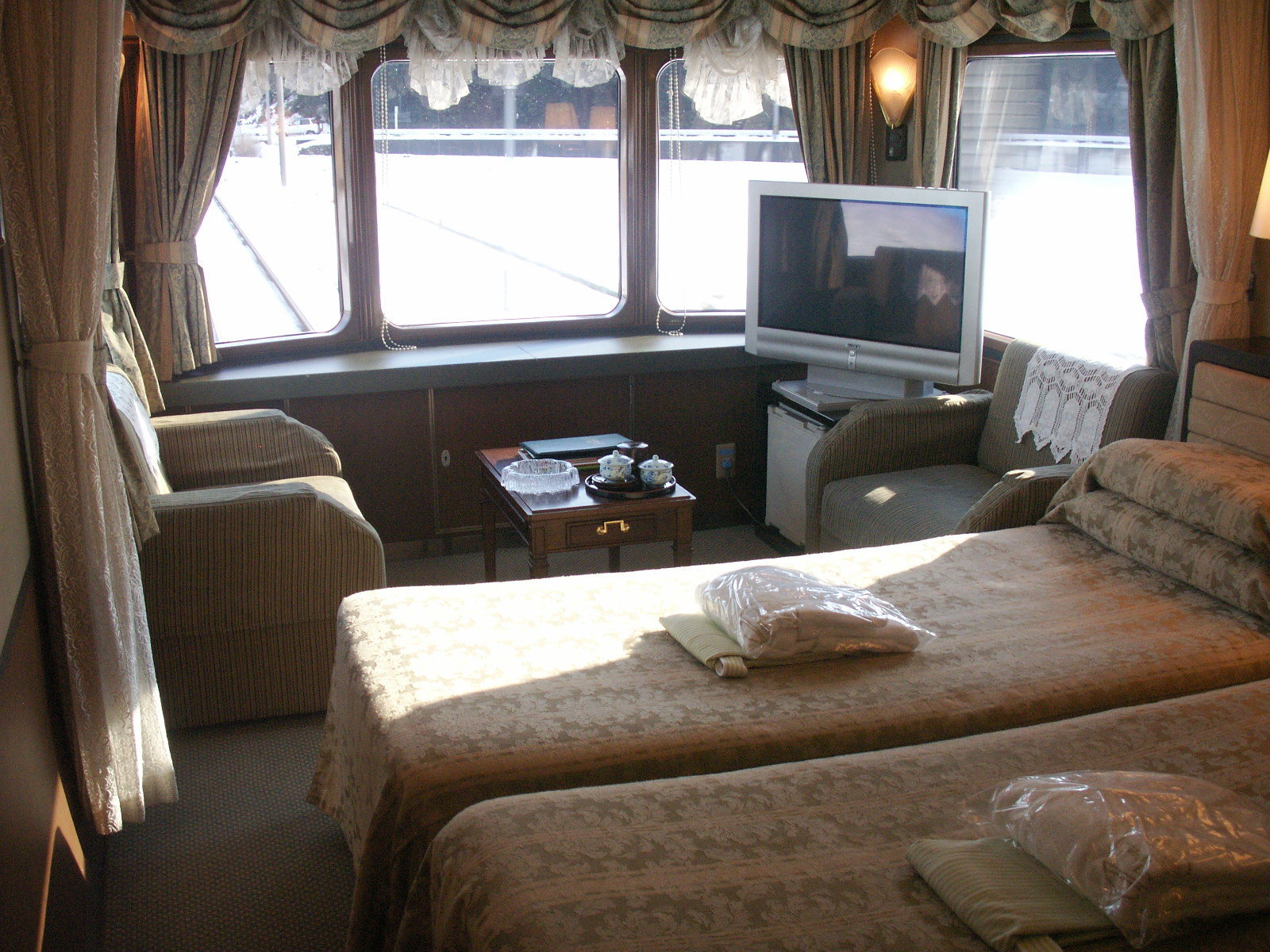
A個室スイート（1号車）
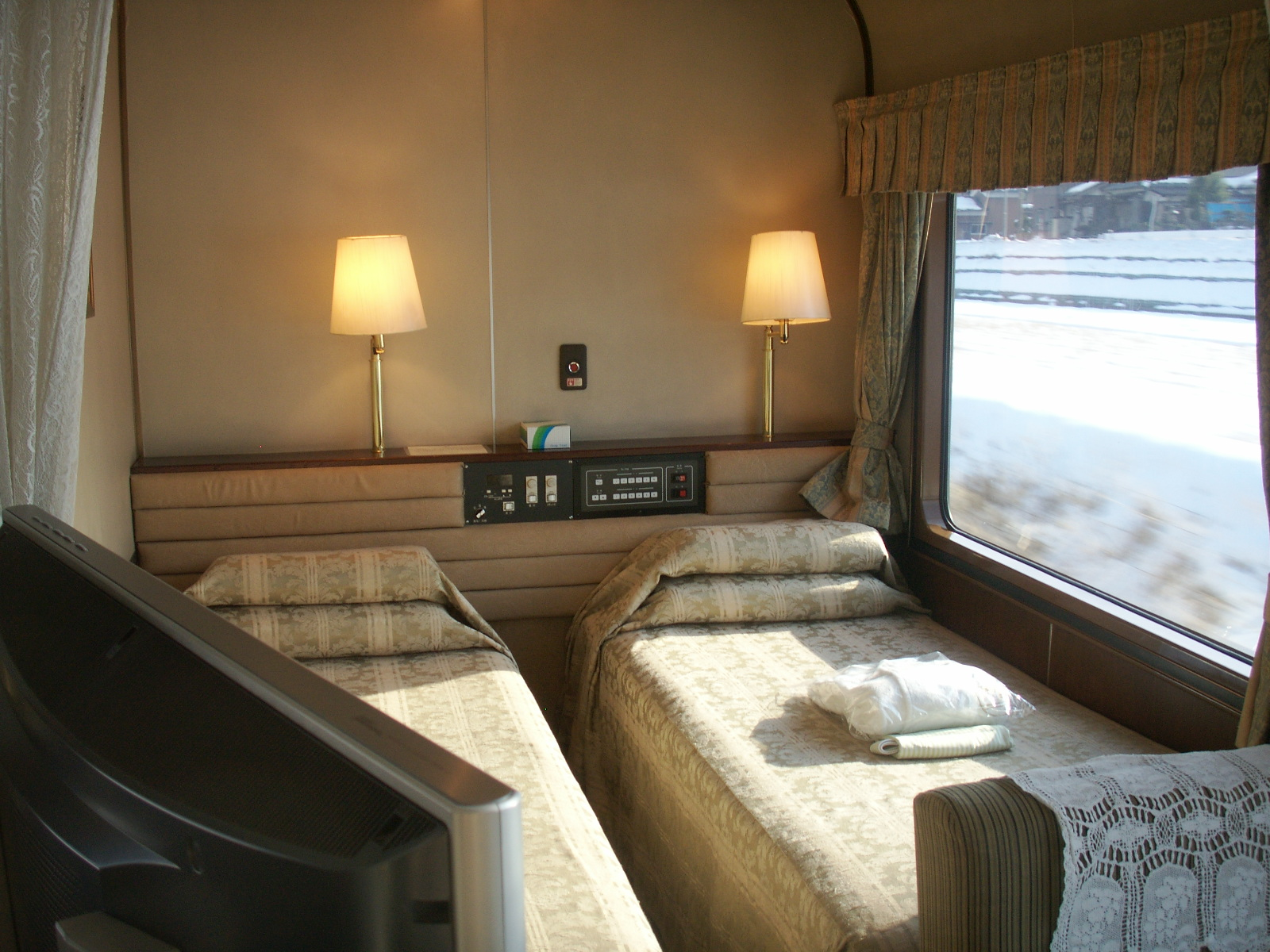
A個室スイート（2号車）
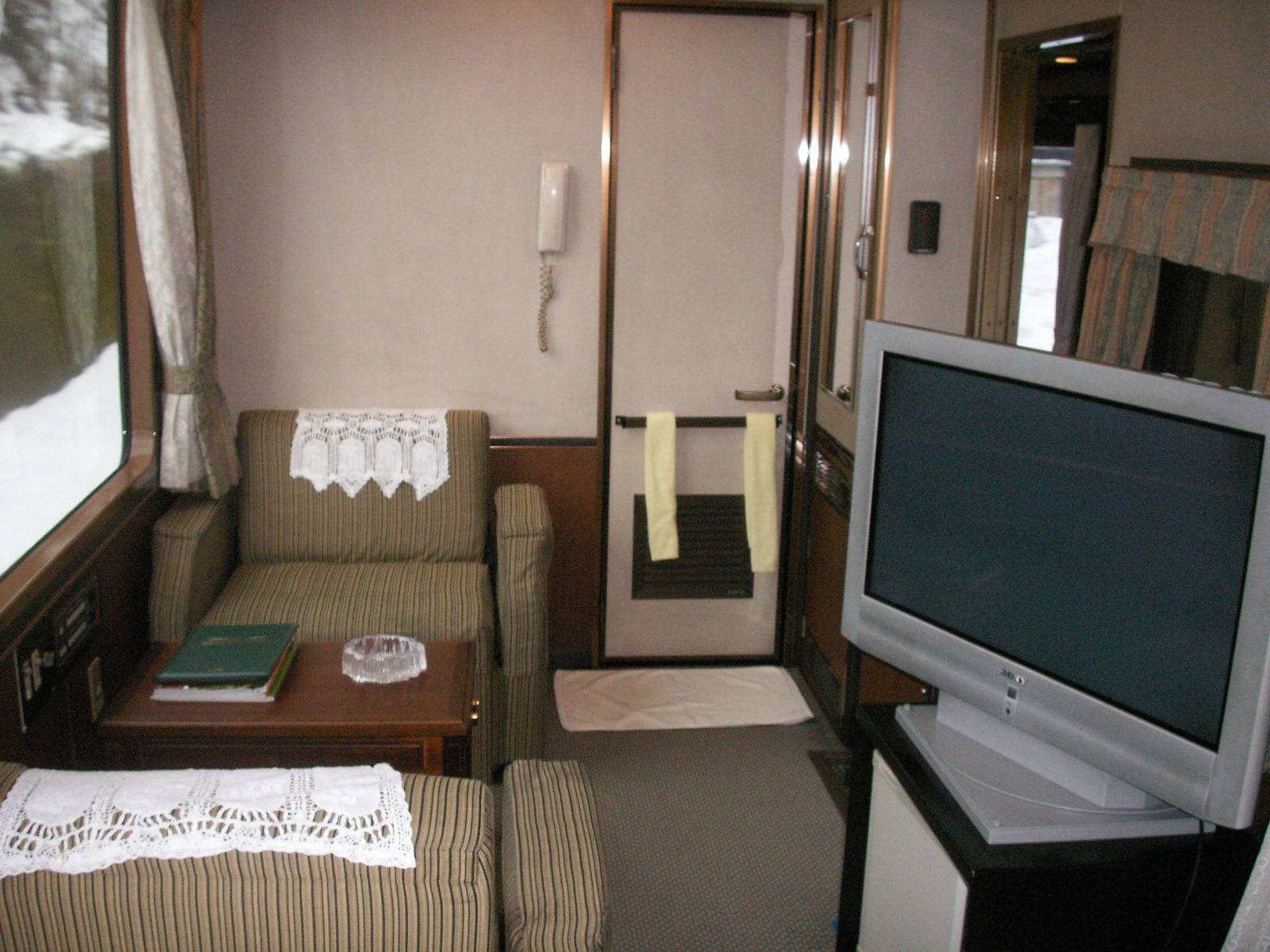
スイート（2号車）のリビング
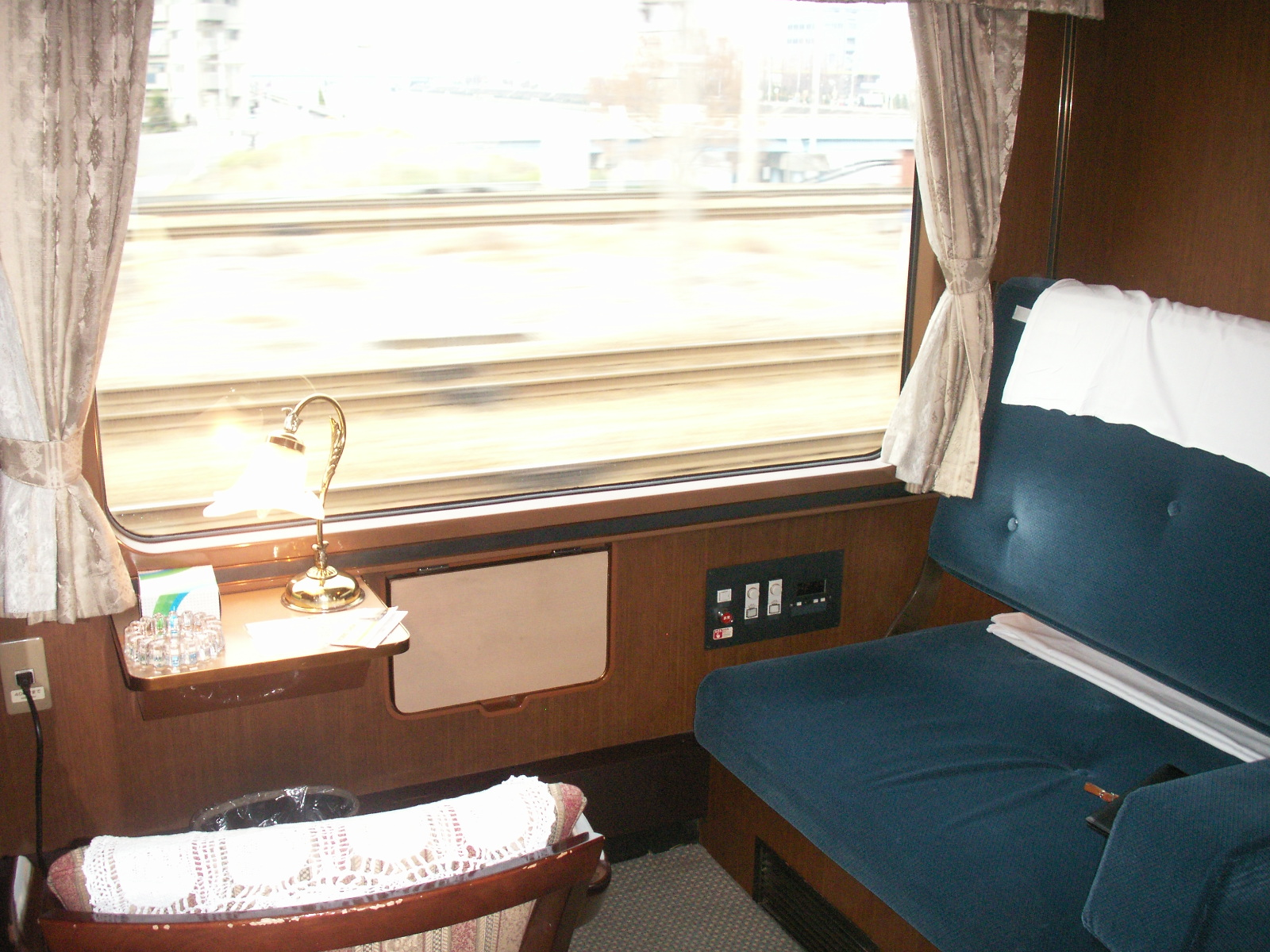
A個室ロイヤル

- ウェルカムドリンクの一例

#### B寝台
5 - 9号車はB寝台で、このうち5 - 7号車は個室、8・9号車は簡易個室になっていた。各個室ともマルチチャンネルによるオーディオサービスがあったが、Bコンパートメントのみスピーカーの設置はなくイヤホンが必要であった。
ツイン
5号車と6号車に7室ずつ、7号車に9室の計23室設置された2人用個室。部屋の上段には電動で上下する寝台があり、向かい合った2つの椅子はシングルベッドになっていた。ベッドはすべて枕木に平行になるように配置されていた。また、乗降口付近の1・2番の部屋は可動式の間仕切りを備えたコネクティングルームとなっており、間仕切りを外せば多人数での利用が可能であった。

シングルツイン
5号車と6号車に6部屋ずつ設置された1人用個室。左右両側に設けられているので、ここの通路は中央となる。ベッドはレールに平行な向きに配置された。窓の上に補助ベッドを装備しており、追加料金を払えば2人での利用も可能であった。

Bコンパートメント
8・9号車に設置されていた簡易個室。従来の2段ベッドを向かい合わせに設置した開放式B寝台にガラス扉を取り付けた構造であった。1ブースを4人で確保すれば個室にもなった。ただし1ブースを3人未満で使用する、または複数のグループで利用する場合は開錠したままとなり、通常の開放B寝台と同様であった。9号車の通路には灰皿が設置されており、喫煙車の個室以外では編成中唯一の喫煙スペースとなっていた。

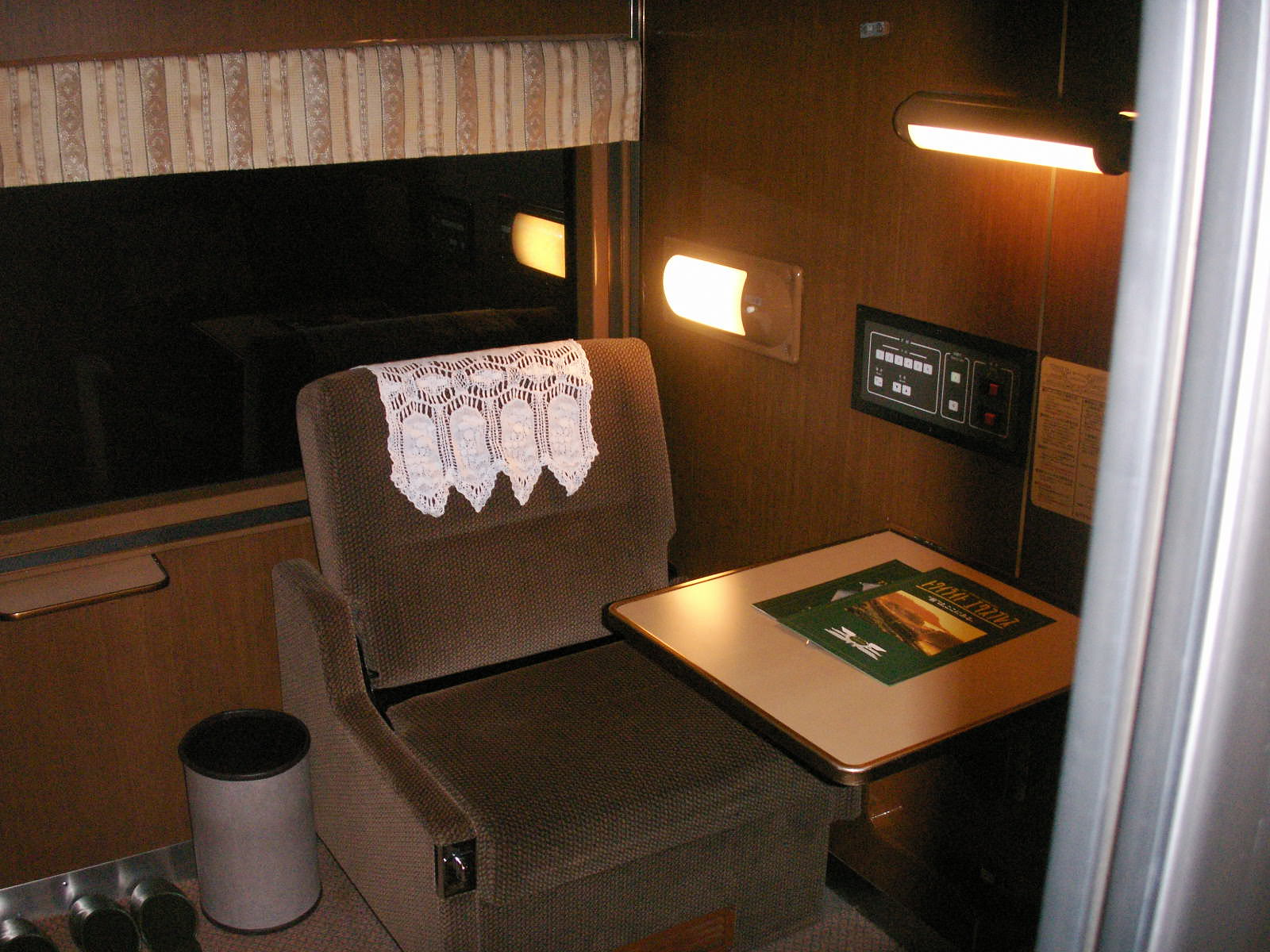
B個室ツイン
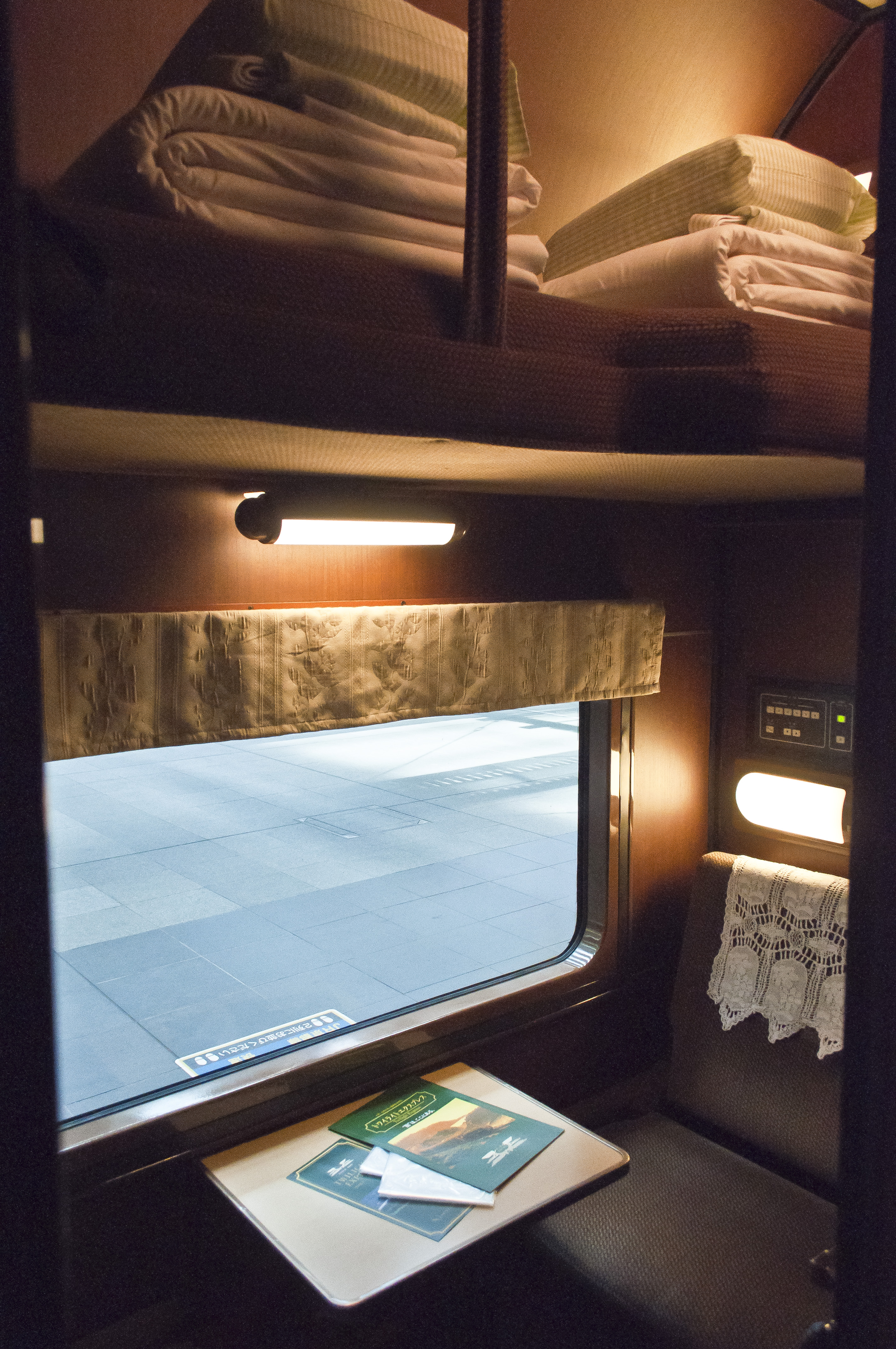
B個室シングルツイン
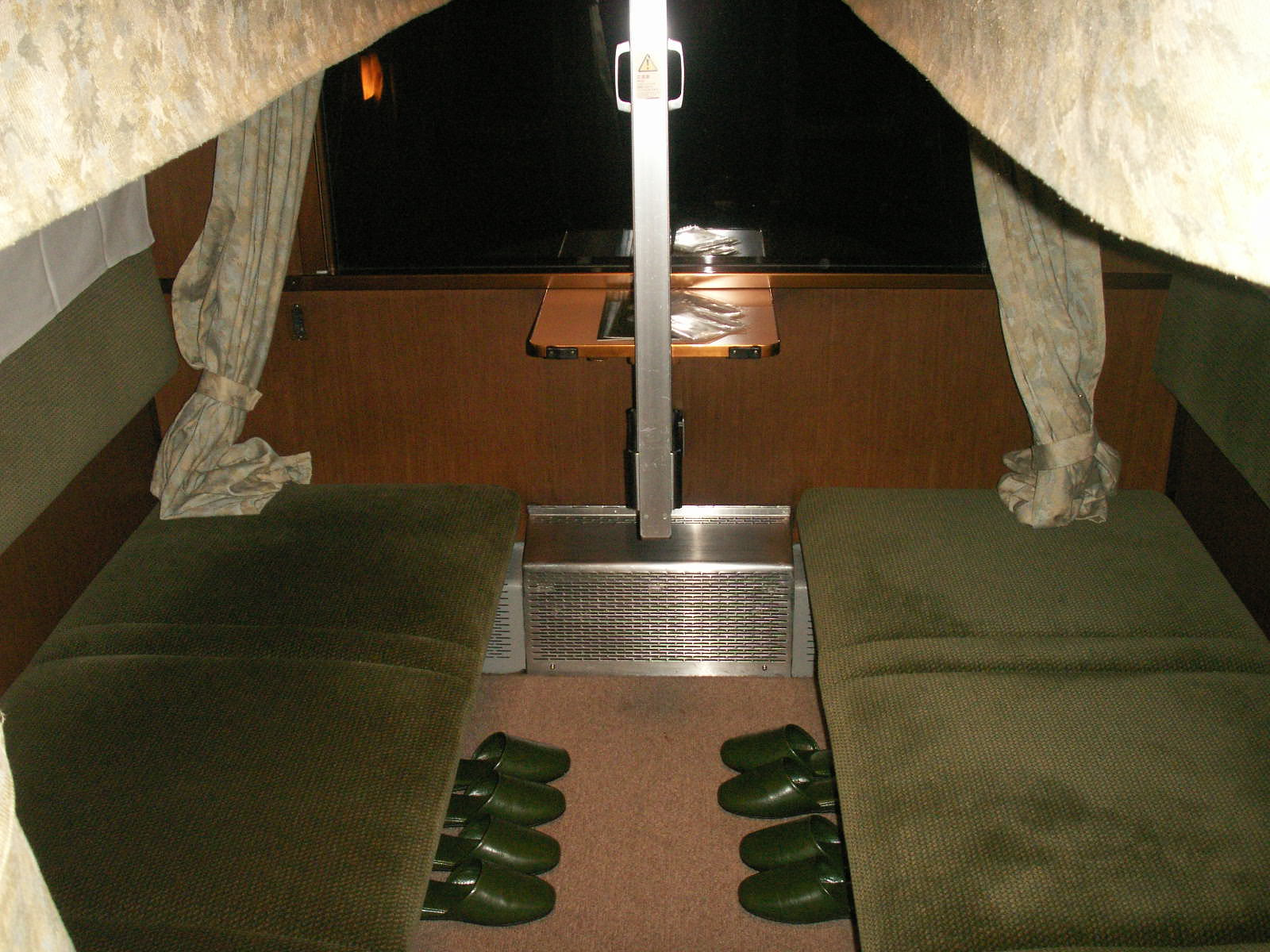
開放式Bコンパート
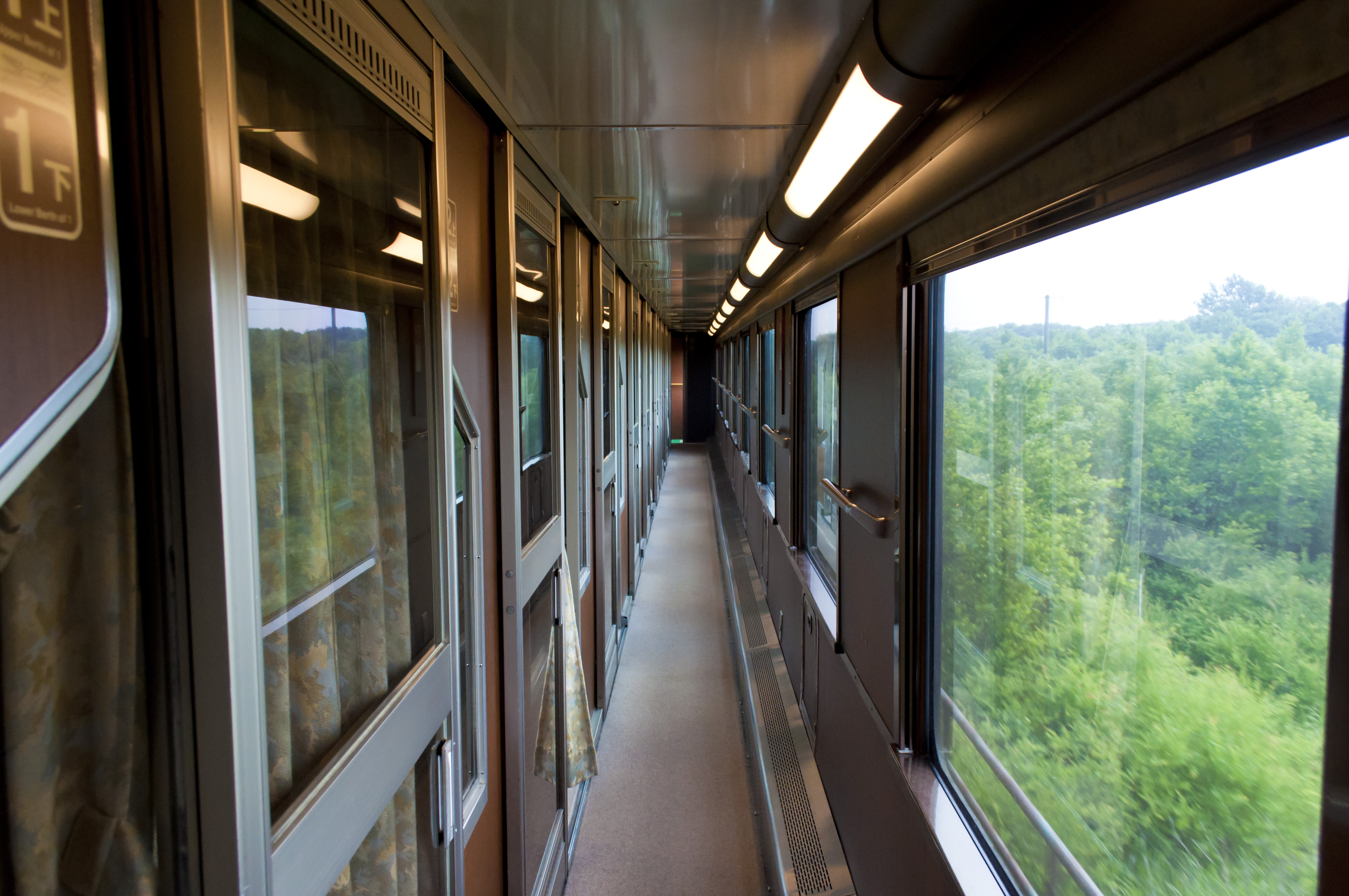
開放式Bコンパートの通路

なお、8・9号車の札幌方出入り口すぐ隣りの寝台ボックスは食堂車従業員用の控室として2段式から3段式に改造されており、一般には販売されておらず定員としてもカウントされていない。

#### レストランカー「ダイナープレヤデス」
3号車に連結されるレストランカー「ダイナープレヤデス」(Diner Pleiades) は、「北斗星」や「カシオペア」と同様に、食堂車での夕食サービスを時間指定制とした列車でもあった。なお、ランチタイムやパブタイムなども含めて、メニューは季節ごとに入れ替えていた。他にも、アルコール類、オリジナルグッズやシャワー室利用券（シャワーカード）、新聞朝刊の販売なども行っていた。ちなみに「ダイナープレヤデス」は、おうし座のプレアデス星団にちなんだ名称である。3編成ともにステンドグラスの図柄が異なっていた。廃止時までの営業はJR西日本の子会社であるジェイアール西日本フードサービスネットが担当しており、団体列車『特別な「トワイライトエクスプレス」』でも引き続き営業を担当した。当初は寝台特急「日本海」のグレードアップ用車として用意されたものだったが、本列車運転に際して塗装や内装を改修の上で転用された。

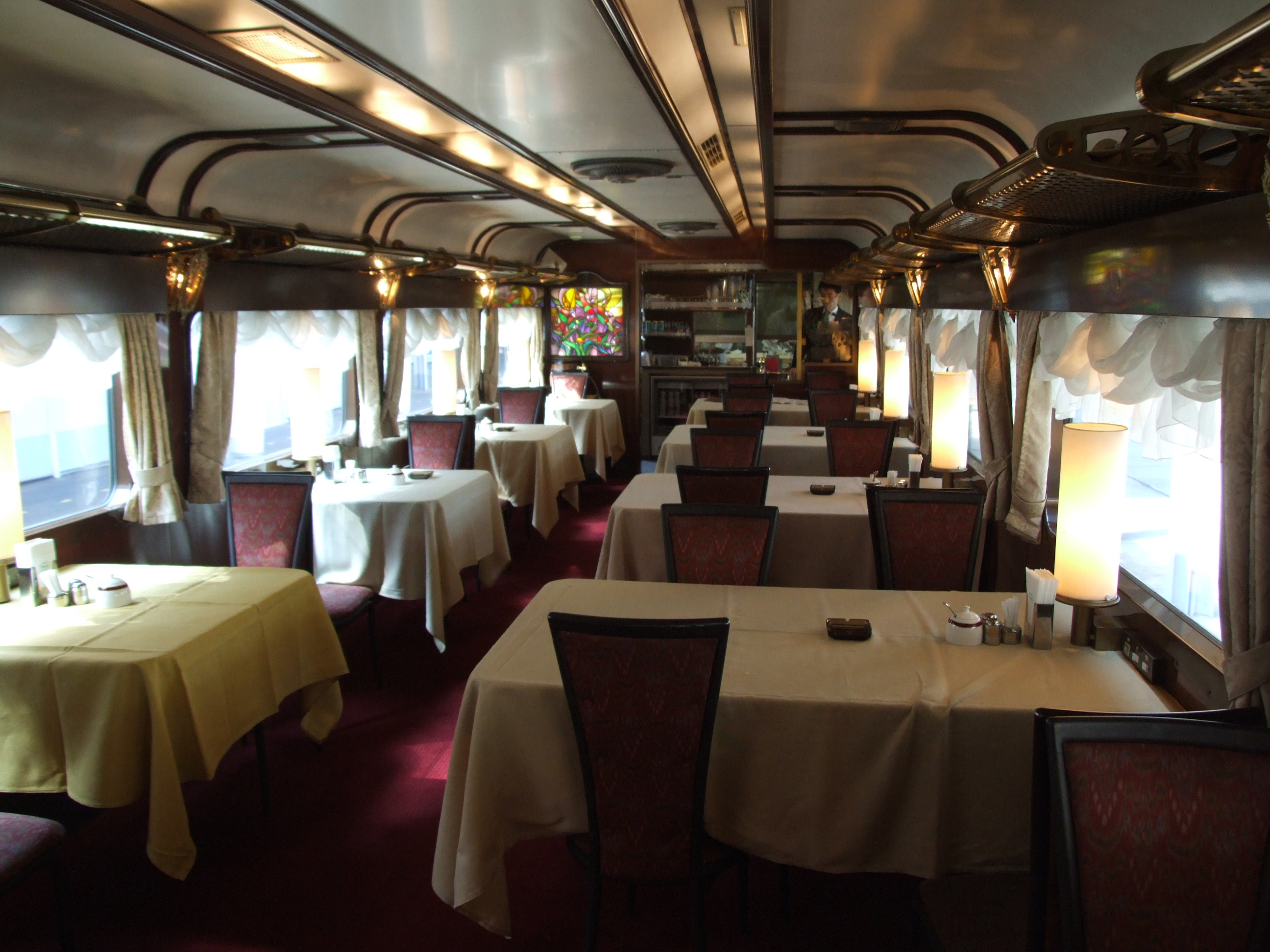
「ダイナープレヤデス」

ランチタイム（大阪発） / ティータイム（札幌発）
大阪発は正午前の発車であったため、13時から16時まで「ランチタイム」としてランチメニューを提供した。メニューはオムライス・カレーライスなど軽食が中心。なお大阪発は日本の列車の中では「ななつ星 in 九州」とともに、朝昼夕3食すべてを提供する数少ない列車でもあった。
札幌発は発車が14時台と遅いため、14時40分から16時まで「ティータイム」としてスイーツとコーヒー・紅茶程度のみ提供していた。
これらとは別に、2014年5月1日より数量限定ながら、大阪発では19時まで淡路屋製造の特製弁当『トワイライト特製2段重』を、札幌発では『黒毛和牛のすき焼き重』（当初は大阪発のランチメニューにもあるビーフカレー）を、それぞれルームサービスにより提供していた。これらは夕刻前に食堂車係員が各個室へ直接注文を承りに来るが、特製弁当に限り乗車3日前までなら事前予約も可能だった。特製弁当やビーフカレーの販売以前は、運行開始から2011年6月30日まで「プレヤデス弁当」を、2011年7月1日より2014年4月30日まではホットディシュとコールドディシュに温製スープ、デザートのマドレーヌなどが添えられた「ルームセット」を、それぞれ提供していた（いずれも食堂車厨房で調製）。

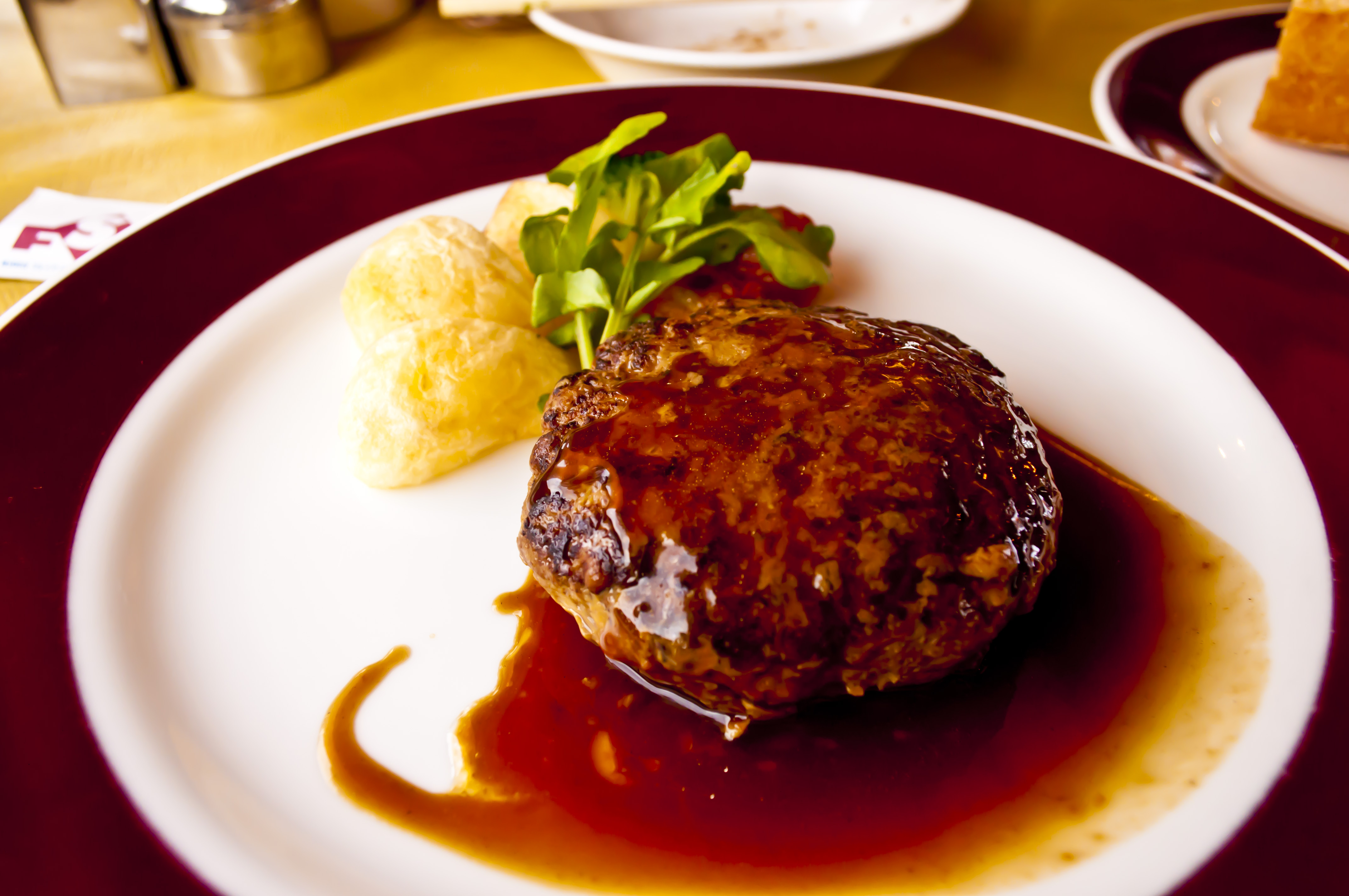
ランチメニューとして提供されたハンバーグステーキ
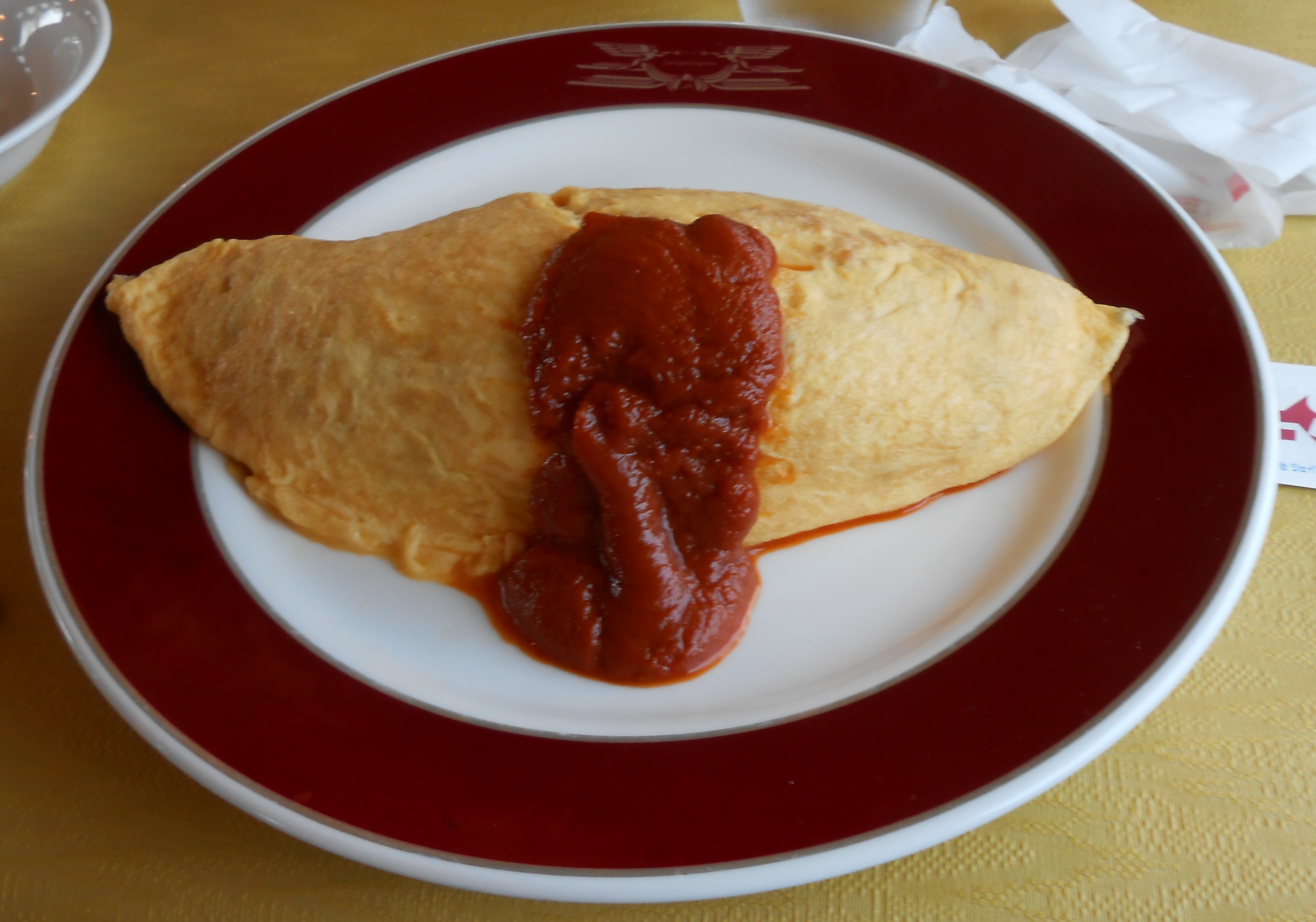
ランチメニューとして提供されたオムライス
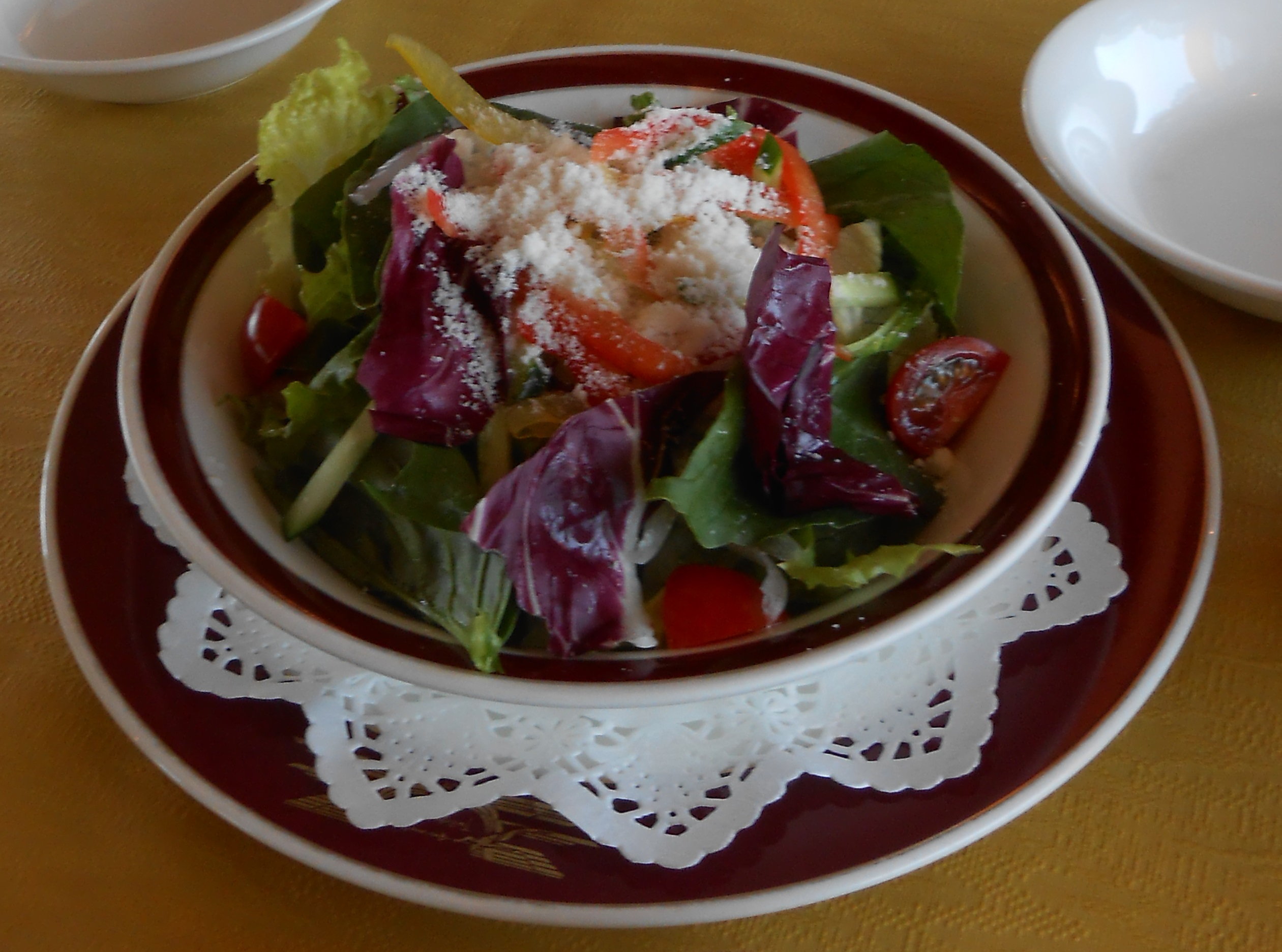
ランチメニューとして提供されたプレヤデスサラダ

ディナータイム
17時30分から21時まで、夕食時間帯は「ディナータイム」としてフランス料理のコースを提供した。要予約・定員制で、乗車日5日前の23時までにみどりの窓口と旅行センターおよび主な旅行会社で食事券を購入する必要があった。1回目は17時30分から19時、2回目は19時30分から21時で2回実施され、予約の際にどちらかを指定するが、予約が集中した場合には希望に添えないこともあった。この他、フランス料理のコース同様に5日前の23時までの予約申し込み制で『日本海会席御膳』も提供していたが、こちらは食堂車内で食べることはできず、係員によるルームサービスでの提供であった。
パブタイム
ディナータイム終了後の21時から23時（ラストオーダーは22時30分）まで、主に軽食類を提供する「パブタイム」の営業を行っていた。ピラフやパスタの他に、ビールやワインなどのドリンク類、但馬高原鶏のから揚げやスモークサーモン・ミックスナッツといったおつまみを提供していた。予約不要ですべての乗客が利用できた。

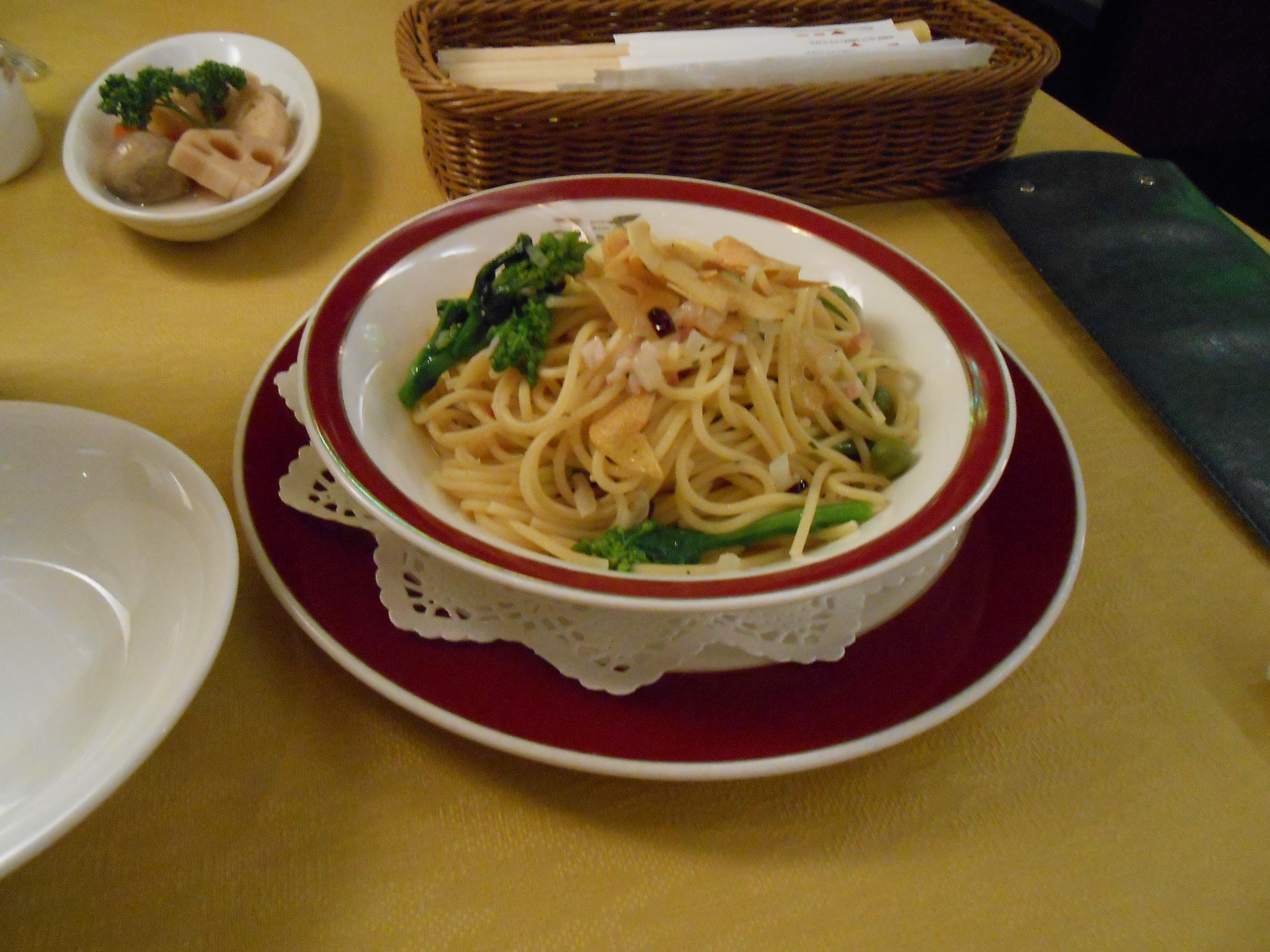
パブタイムで提供されたパスタ、ピクルス
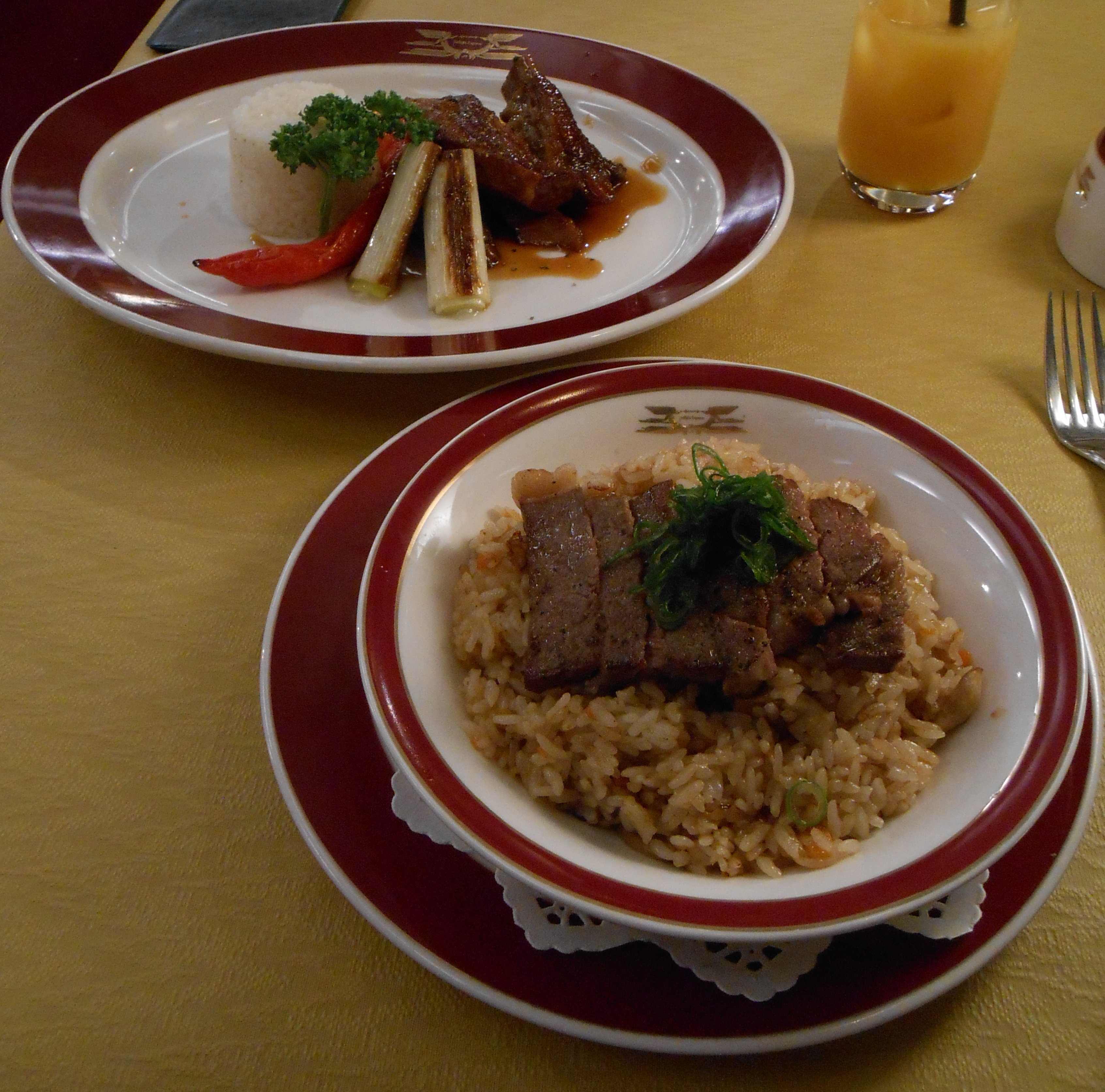
パブタイムで提供されたステーキピラフ、スペアリブ

モーニングタイム
大阪発は6時から、札幌発は6時45分から、それぞれ9時までは「モーニングタイム」となっており朝食を提供していた。45分刻みの定員制で希望者は乗車後に、車内で利用時間を予約することになっていた。かつては和食・洋食が選択できたが、2013年4月1日以降はブレックファーストメニューとして洋食に統一された。

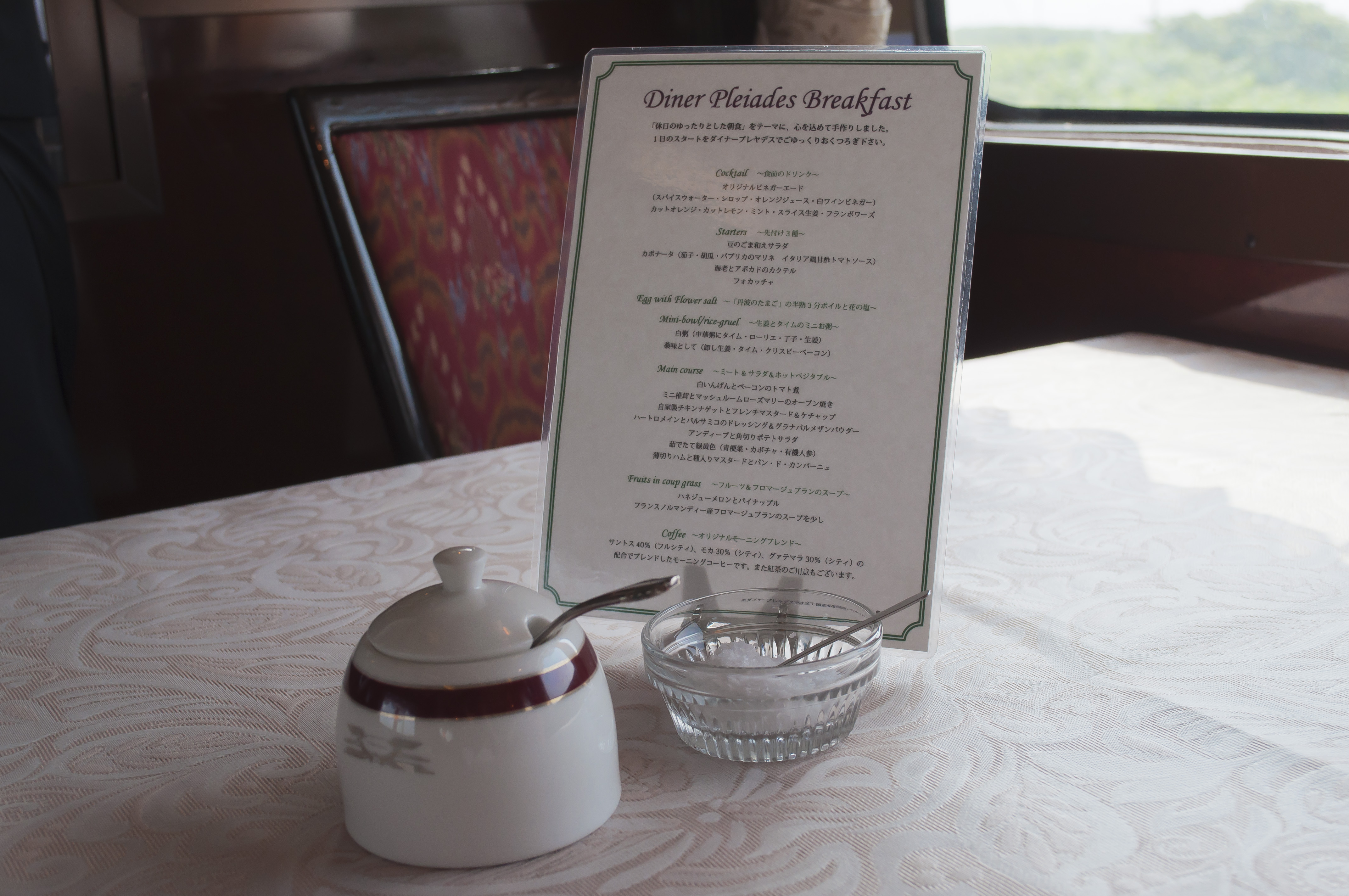
朝食のメニュー（2014年7月時点）
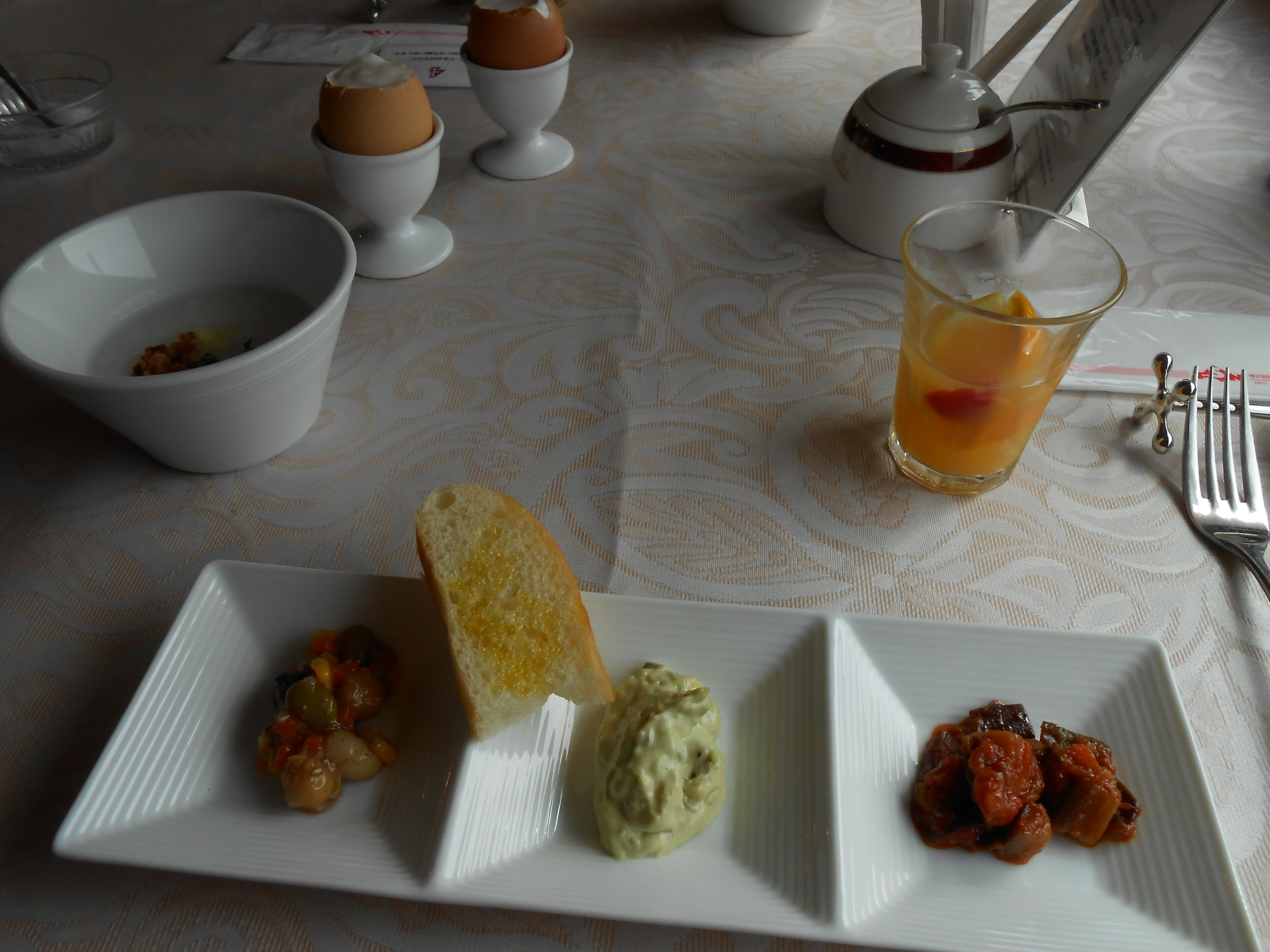
先付け3種他
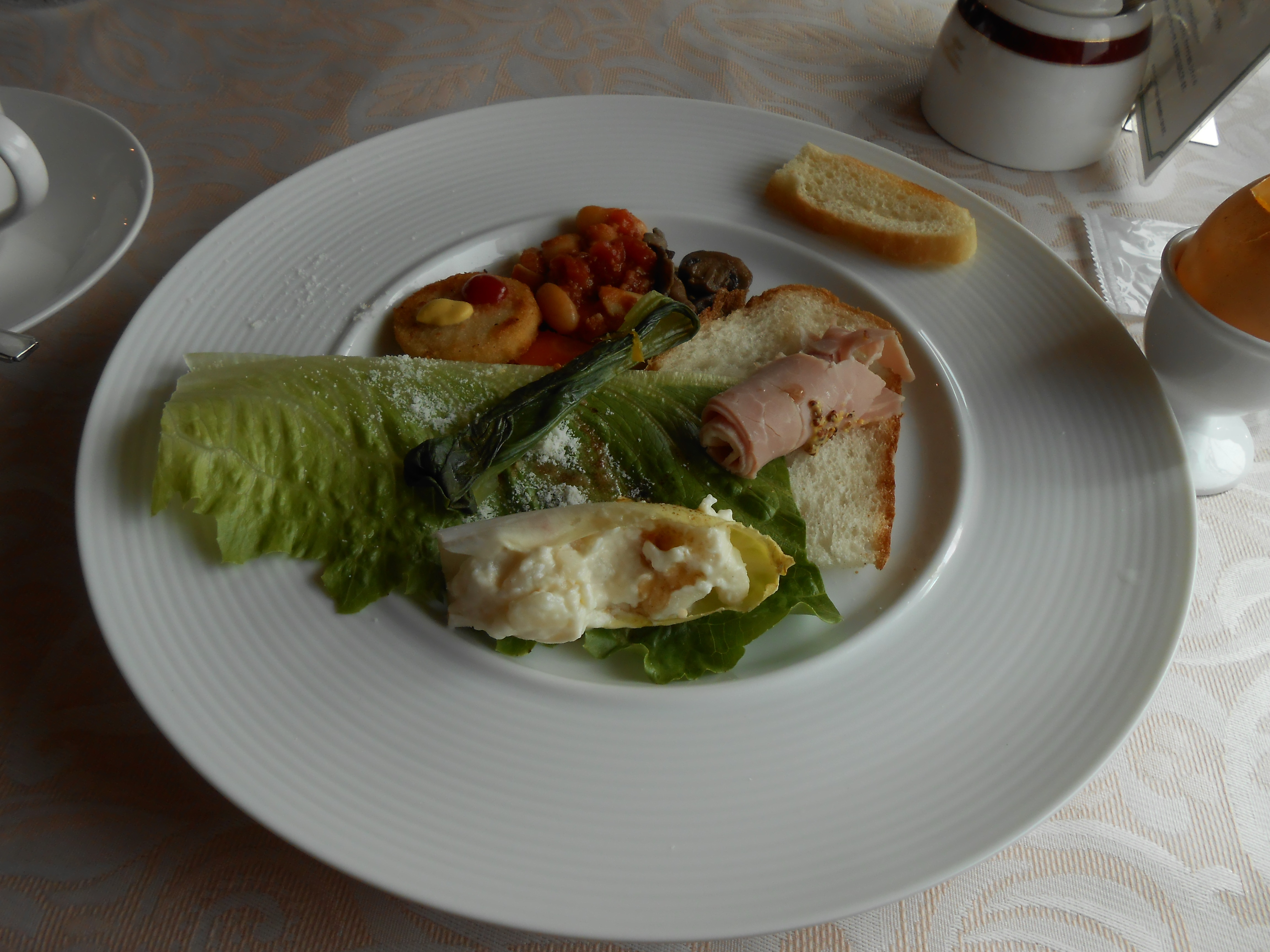
メインプレート

#### サロンカー「サロンデュノール」
4号車に連結される展望サロンカー。「サロンデュノール」（Salon du Nord）とは、フランス語で「北のサロン」の意味。車両中央部の展望室部分には天地方向に拡大した眺望窓を日本海側に5組備えており、ビデオモニター用液晶テレビが両端に2台、時刻表などを備えたマガジンラック、（大阪車掌区の車掌担当区間のみ）記念スタンプと専用の台紙が設置されていた。日本海会席御膳や、パブタイムでは会計を先に済ませればサロンカーまでデリバリーするサービスがあったため、食事を摂ることも可能だった。この他、清涼飲料水およびおつまみ・菓子類の自動販売機と共用シャワー室（2室）を設置。シャワー室の利用は30分毎の予約制で、シャワーカード購入時に利用時間を予約することになっていた。3号車寄り車端部には公衆電話ブースがあったが、のちに公衆電話サービスは廃止されたため業務用室に転用。なお、第1・2編成と第3編成では内装が大きく異なり、第3編成はより展望のしやすさが考慮された座席配置になっていた。
これとは別に、7号車にはミニサロンが設けられており、本革のソファー、清涼飲料水の自動販売機、廃止までは公衆電話機を備えていた。7号車個室は喫煙可能であったが、このミニサロンは終日禁煙とされていた。
また、2015年10月1日にも「北陸デスティネーションキャンペーン」の開催に合わせ、日本旅行にて『トワイライトエクスプレス車両で行く福井の旅』が開催された際、特別な「トワイライトエクスプレス」としてサロンカー2両を含めた4両の客車と電源車の編成で運行された。

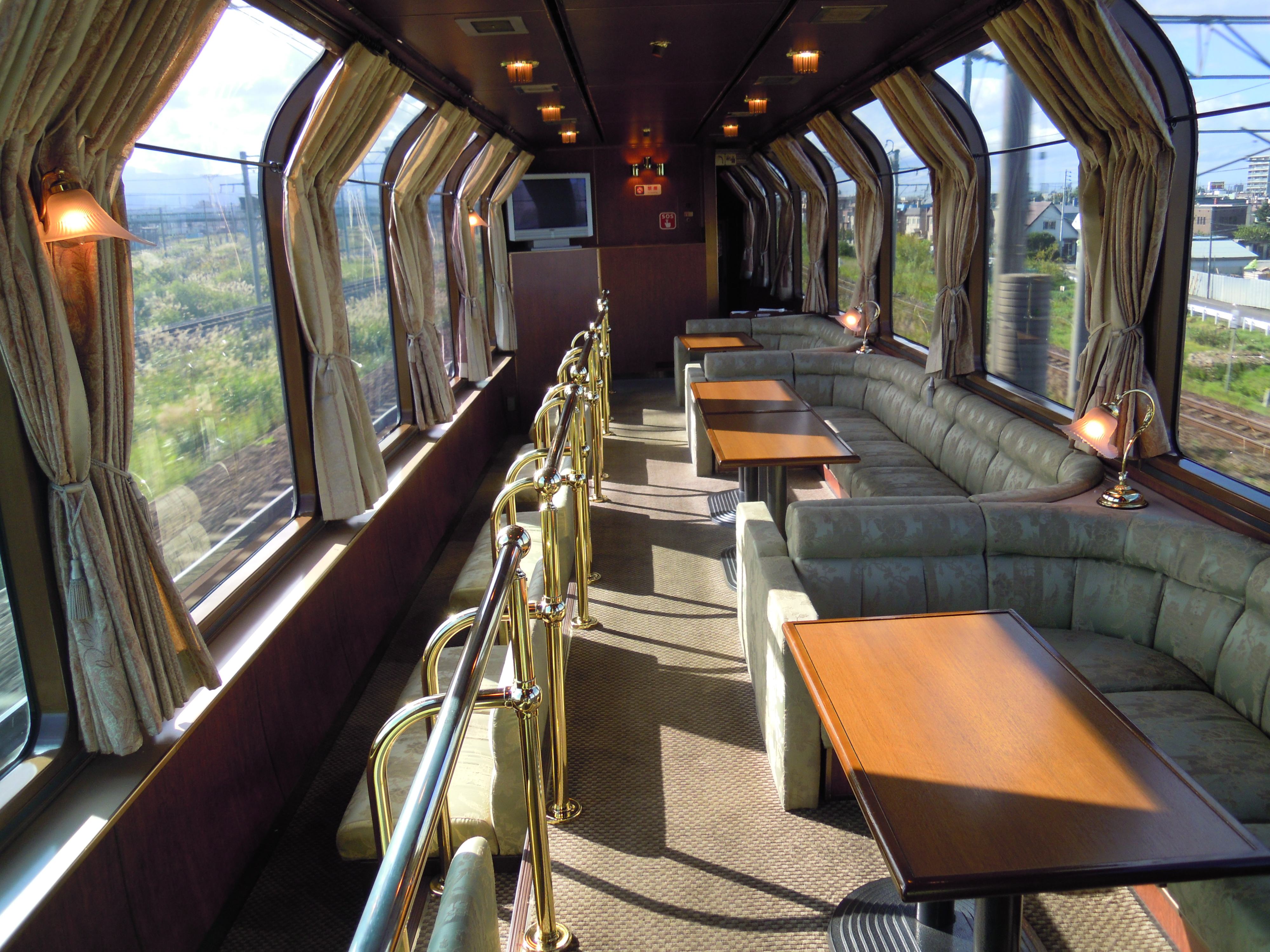
「サロンデュノール」
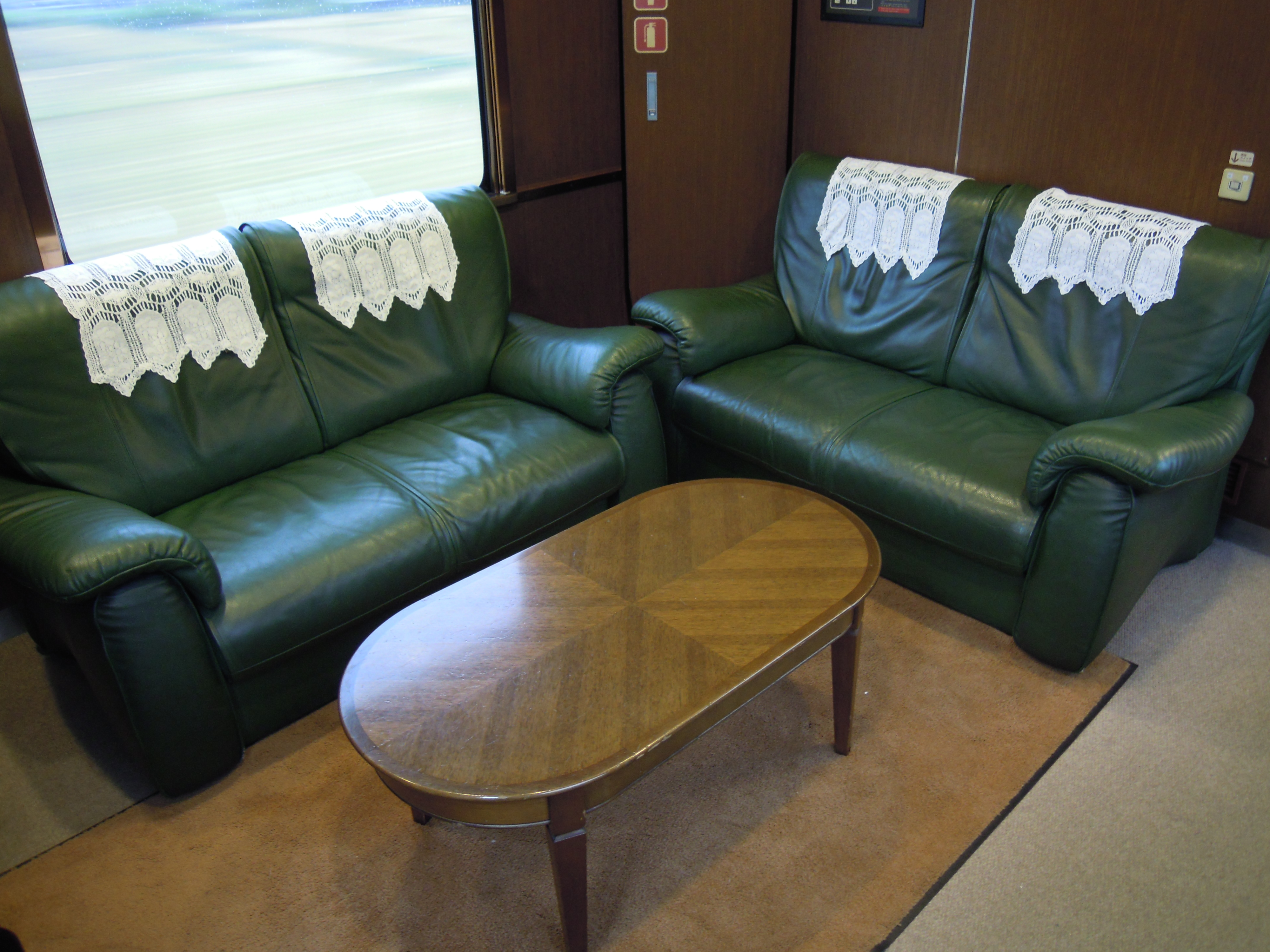
7号車ミニサロン
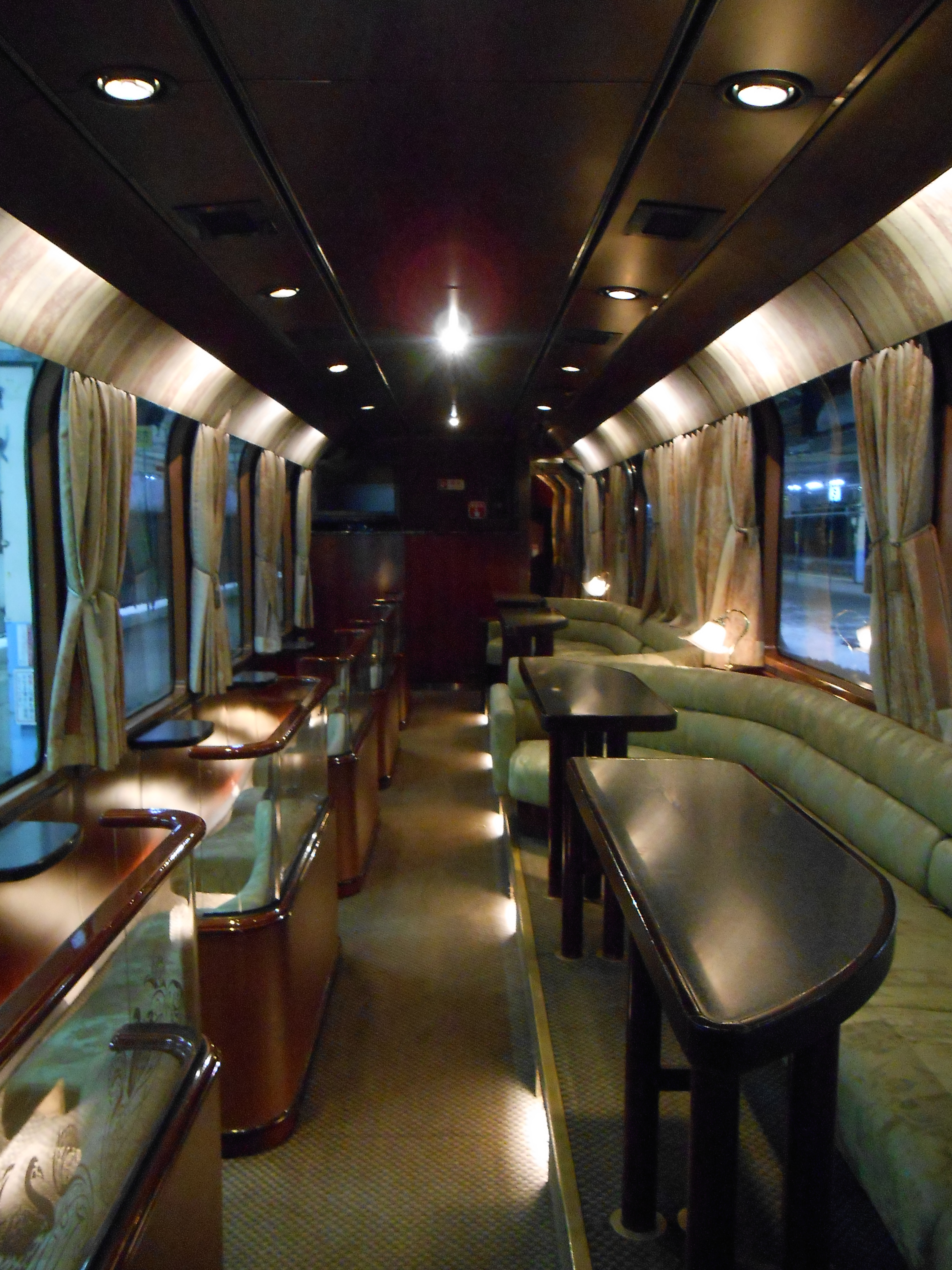
第3編成のサロンデュノール

### 担当乗務員区所
運転士
おおむね会社境界で交代する体制としていた。
- 大阪 - 敦賀間 - 敦賀地域鉄道部[41][注 10]
- 敦賀 - 金沢間 - 金沢列車区[41]
- 金沢 - 直江津間 - 富山地域鉄道部富山運転センター[41]
- 直江津 - 青森間 - JR東日本[41]
- 青森 - 東室蘭間 - 函館運輸所[42]。
- 東室蘭 - 札幌間 - 苗穂運転所[注 11]

車掌
大阪 - 青森間は、JR西日本の大阪車掌区が担当し、同区所属の約260人の車掌のうち経験豊かな40人ほどしか乗務ができなかった。過去に行われた九州、四国、山陰、首都圏方面への団体臨時運用時も当区の車掌が通しで乗務していた。後述の「団体列車『特別な「トワイライトエクスプレス」』」でも引き続き同区の車掌が乗務している。同区の担当車掌はホテルをイメージした「トワイライトエクスプレス」専用の制服を着用しており、ダブルの上着（夏は草色、冬は緑）にスラックス（夏はベージュ、冬はブラック）となっている。2015年3月12日時点のJR線で車掌が会社境界を跨いで、かつ長距離の越境乗務をしている列車は本列車（直江津 - 青森間578.6km）と「サンライズ瀬戸」・「サンライズ出雲」（米原 - 東京間445.9km）の3列車のみであった。「サンライズ瀬戸」・「サンライズ出雲」の越境乗務も翌13日発の下り列車を持って終了し、国鉄時代から続いていた夜行列車の長距離越境乗務は消滅した。2013年3月31日までは乗車記念証台紙付きの車内限定オレンジカードの発売も行っていた。
青森 - 札幌間は、JR北海道の函館運輸所が担当していた。過去には青函トンネル走行中に、4号車サロンカーで車掌がトンネルに関するクイズを出題して記念品をプレゼントしたこともあった。

## 沿革
- 1989年（平成元年）
  - 7月18日 - 第1編成が落成[注 12][47][48]。招待試乗列車運行開始[1]。
  - 7月21日 - 「トワイライトエクスプレス」が団体専用列車として運転を開始。寝台券の発売はツアー客用のみで、一般発売はなし[1]。当初の運行本数は週2往復[8]。
  - 11月3日 - 神戸 - 秋田間運転の団体列車で個室B寝台車がデビューする[1]。
  - 11月10日 - 団体列車としての運行を終了[1]。
  - 12月2日 - 第2編成が落成。
  - 臨時列車に格上げされ寝台券の一般発売が始まる[2]。
- 1990年（平成2年）
  - 7月20日 - 好評につき、オハネ25形から改造の2号車（スロネ25形500番台[注 13][48]）を組み込んで9両編成となり、2015年3月の通常運行終了まで続く基本的な列車編成が完成した[2]。
- 1991年（平成3年）
  - 4月28日 - 第3編成が落成。繁忙期の毎日運転を開始[49]。
- 1994年（平成6年） - 上り列車の森 - 大沼間の経路を駒ヶ岳回りの本線経由から砂原線経由に変更[1]。
  - 12月3日 - 9号車（Bコンパートメント）に禁煙車が初設定される。
- 2000年（平成12年）
  - 3月31日 - 6月6日 - 有珠山噴火災害による室蘭本線不通に伴い、経路ならびに運行区間変更。長万部 - 札幌間を函館本線（小樽経由）で迂回運転[1]。または、函館 - 札幌間を区間運休。
- 2001年（平成13年） - 客車リニューアル工事を開始[50]。
  - 12月30日に完了した第3編成から運行開始[51]。
- 2002年（平成14年）
  - 6月1 - 6日 - 2番目にリニューアルが完了した第1編成を使って「トワイライト西日本一周の旅」を実施[51]。

年内に全編成のリニューアル完了。
- 2004年（平成16年）
  - 10月23日 - 11月28日 - 新潟県中越地震の影響により運休。
- 2005年（平成17年）
  - 12月15日 - 運行開始時からの食堂車従業員による車内販売のコーヒー代金の一部着服を発表。従業員を総入れ替え[52]。
  - 12月25日 - 同日発生したJR羽越本線脱線事故の影響により、翌年1月19日まで運休[53]。
- 2006年（平成18年）
  - 3月18日 - 青森駅構内の夜間集中線路工事のため、経路を青森経由から青森信号場（奥羽貨物線）経由に変更[54][1]。
  - 7月13日 - 8月8日 - 羽越本線小岩川 - あつみ温泉間の土砂崩れにより運休。
- 2007年（平成19年）
  - 3月19日 - 下り列車の大阪発車時刻を微修正、3分繰り下がる。全体のダイヤは変わらず。
  - 7月16日 - 9月13日 - 新潟県中越沖地震の影響により運休。
- 2008年（平成20年）3月15日 - 同日実施のダイヤ改正から、青函トンネル内の北海道新幹線建設工事が本格化したことに伴い、下り列車の所要時間を45分延長[55]。
- 2010年（平成22年）
  - 3月13日 - 同日実施のダイヤ改正から、下り列車は福井以南で特急「サンダーバード」の待避(運転停車)が1本増えたため、所要時間を13分延長。
  - 大阪駅と新大阪駅の発車時刻が午前中になり、車内に設置していたカード式公衆電話を撤去。
  - 12月4日 - 同日のダイヤ改正で以下の通り変更。
    - 上り列車の「スーパー北斗」16号待避が、砂原線通過時から洞爺駅停車時に変更。
    - 下り列車の吹浦駅、上り列車の村上駅・大釈迦駅・札苅駅・上磯駅での運転停車を取りやめ、新たに越後早川駅と津軽新城駅を運転停車駅に追加。
- 2011年（平成23年）
  - 3月11 - 31日 - 東北地方太平洋沖地震（東日本大震災）の影響により運休。
- 2012年（平成24年）
  - 3月17日 - 青森駅構内の夜間集中線路工事が終了し、経路を青森信号場（奥羽貨物線）経由から青森経由に変更。2006年までの経路に戻る[1]。
- 2013年（平成25年）
  - 3月15日 - 上り列車の所要時間が1分延びて大阪駅到着が12時52分から12時53分に。また、この日の大阪発の列車より5号車が禁煙となる。
  - 4月11日 - 「瀬戸大橋開業25周年記念列車」岡山 - 高松間（多度津経由）に当列車が使用された[1]。このときはEF65が牽引を担当。
- 2014年（平成26年）
  - 3月15日 - 下り列車の女鹿駅、上り列車の大久保駅・津軽新城駅での運転停車を取りやめ。下り列車は新たに鶴岡駅、上り列車は新青森駅での運転停車を設定。
  - 9月13日 - 和歌山デスティネーションキャンペーンにあわせ、往路を大阪発新宮行き（琵琶湖を反時計回りに一周し、南に向かう）夜行列車として、翌日新宮駅到着後、復路を紀伊勝浦発和歌山行きランチクルーズ列車として運転された[1]。この2日間は、日本旅行等により運転され、ほかにも大阪発10月11日、10月26日、11月2日、11月16日、12月6日に運転された。
  - 10月1日 - 2015年（平成27年）2月28日にかけて、北海道新幹線開業に向けた総合的な検査および試験を実施するため、年末年始を含む一部の運転日において、運休や時刻変更が発生[56][57][58]。
- 2015年（平成27年）
  - 1月6 - 8日 - 強風で上り列車が954分（約16時間）遅れで運行された[59][60]。
  - 2月1 - 3日 - 大雪で上り列車が928分（約15時間30分）遅れで運行された[61][62][63]。
  - 2月13 - 15日 - 東北地方での大雪のため、上り列車が25時間32分遅れで運行。青森駅では、21時間停車した[64][65]。
  - 3月10 - 11日 - 運行終了を前に東北地方日本海側の強風を理由とし、最終運行を安定に行うため2日連続で運休[66][67]。
  - 3月12日 - 車両の老朽化や整備新幹線（北陸新幹線・北海道新幹線）開業に伴う並行在来線切り離し[注 14]を理由に、同日付で札幌発着のトワイライトエクスプレスは運行終了・廃止された[11][12][14]。
  - 3月13 - 15日 - 札幌行き下り最終列車に使用された、第2編成が3月13日-15日にかけて、札幌→五稜郭→青森→新潟貨物ターミナル→富山→南福井→向日町操車場→[要出典]網干総合車両所宮原支所の経路で返却回送された[68][69]。原則としてJR西日本は第三セクター開業後の特急廃止としていた背景もあり[70]（七尾線直通など例外もあり[71]）、車両が第三セクター線を通過できなかったため、貨物扱いとした上で、新潟貨物ターミナル→南福井間をJR貨物のEF510-20に牽引されて回送された[69][72]。
  - 3月12日 - 4月7日 - 梅小路蒸気機関車館において、トワイライトエクスプレスのメモリアル写真展「Twilight Time」を開催[73][74][75]。
  - 4月13 - 24日 - フォトギャラリーUC（東京都台東区）にて、『トワイライトエクスプレス』の写真展「Twilight Time」を開催[76][77]。
  - 4月28日 - 5月7日 - 北海道新聞社（札幌市中央区）のイベントスペース「道新プラザ DO-BOX」において、『トワイライトエクスプレス』の写真展「Twilight Time」を開催[76][77][78]。
  - 5月16日 - 「TWILIGHT EXPRESS 瑞風」本格運行開始までの期間限定で当列車をツアー客専用団体臨時列車に転用[79][80][81]。
  - 10月1日 - 「北陸デスティネーションキャンペーン」の開催に合わせ、日本旅行にて『トワイライトエクスプレス車両で行く福井の旅』が開催された。その際の牽引機がEF81 44であり、サロンカー2両を含めた4両の客車と電源車で運行された[40]。

- 2016年（平成28年）
  - 3月22日 - 21日出発の下関発大阪行きを以って特別な「トワイライトエクスプレス」の運行を終了[5][6][7]。
  - こうして1989年7月に誕生した寝台特急「トワイライトエクスプレス」は四半世紀(27年)の歴史に幕を下ろした。

## 大阪 - 札幌間運行終了後の動向
1989年7月のデビューから、今日までの25年8カ月間で延べ116万人もの利用客を運び惜しまれつつ大阪 - 札幌間の運転は終わったが、JR西日本社長の真鍋精志は2015年3月18日の定例記者会見の席上で、使用車両の老朽化は否めないものの利用客・旅行会社から多くの要望があり、JR西日本管内限定で団体臨時運転を検討するとともに、一部車両を新設の京都鉄道博物館に保存・展示予定である旨が公表された。

### 車両の保存と動向

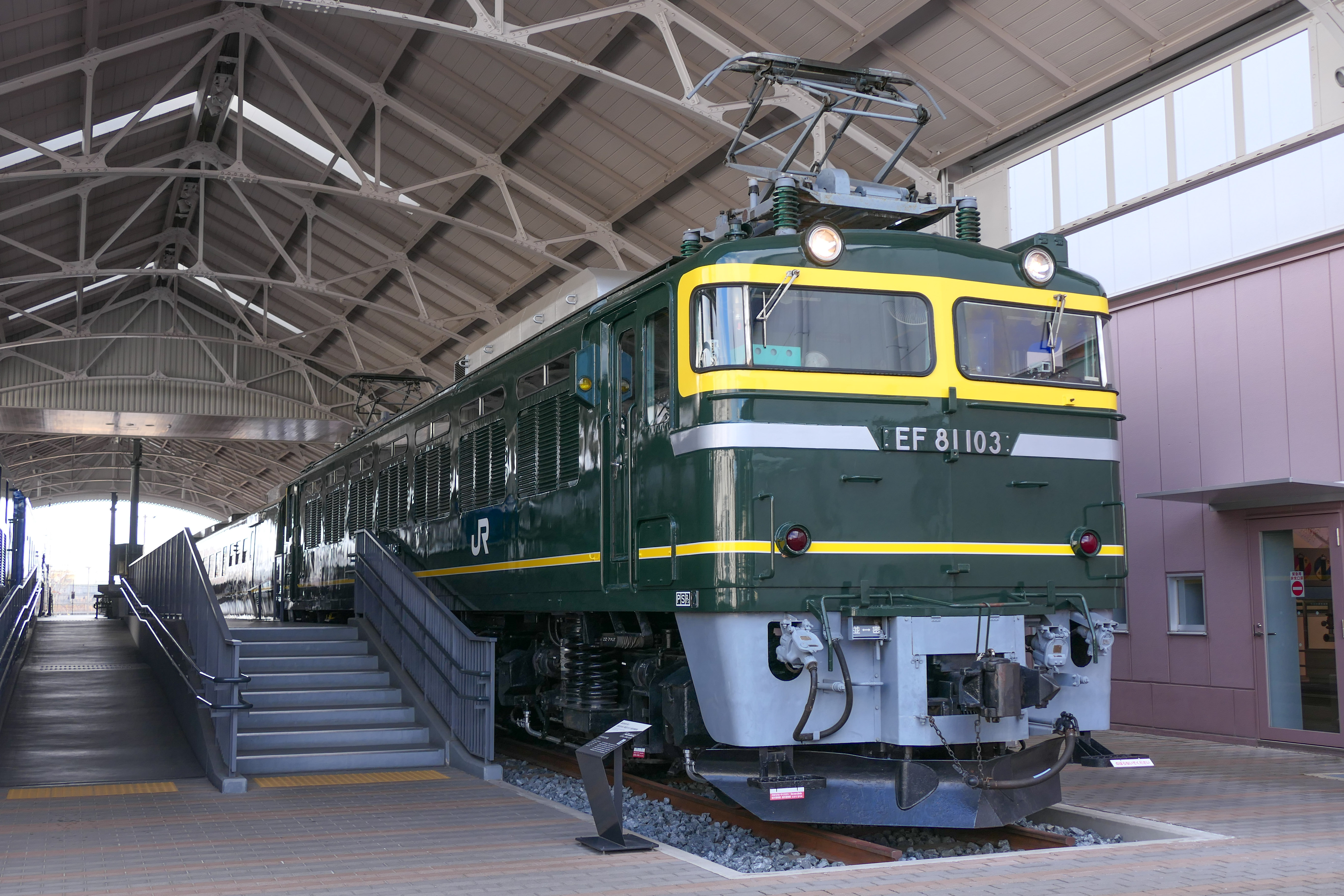
京都鉄道博物館に保存・展示されたEF81 103
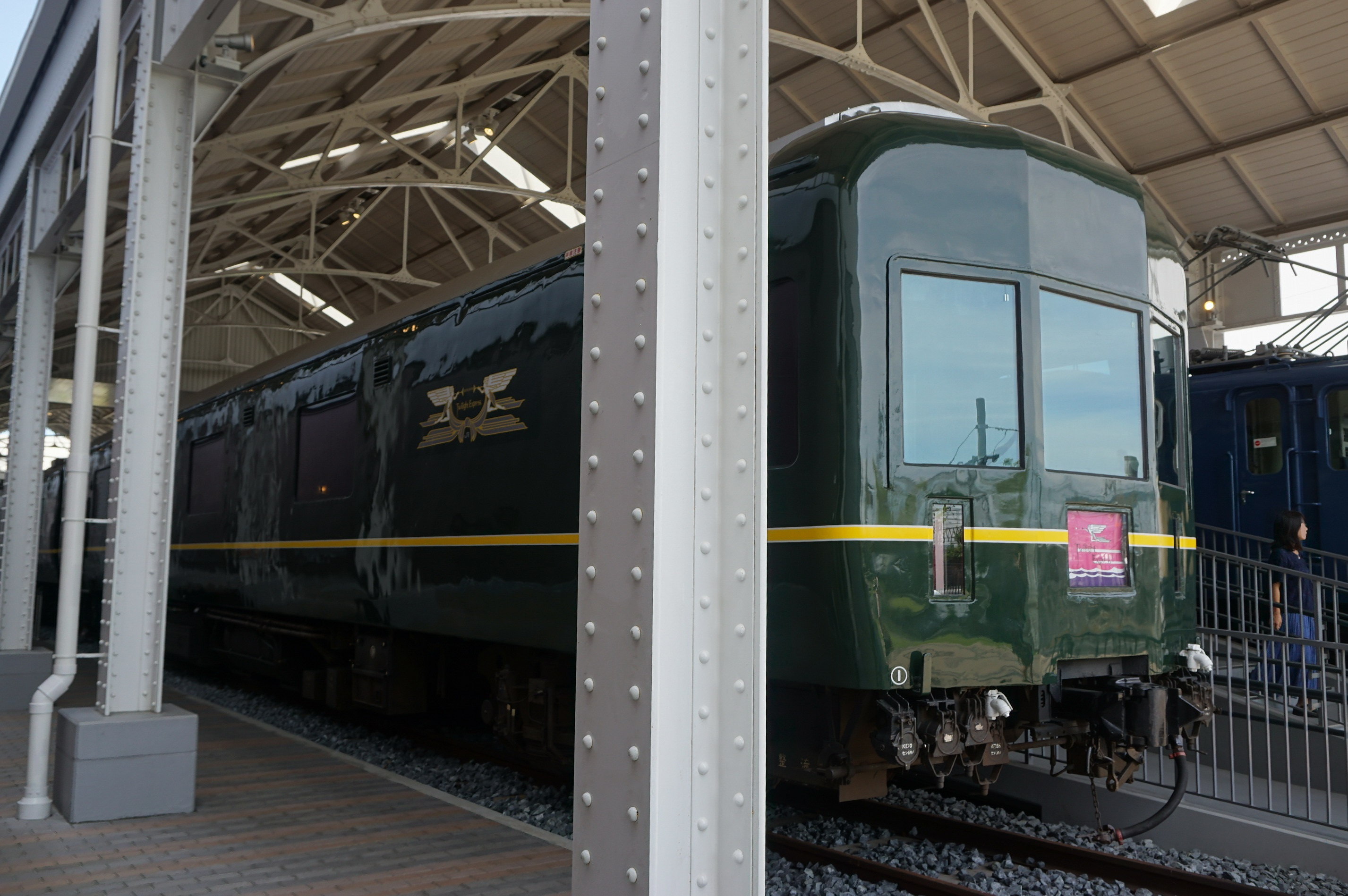
同・スロネフ25 501

京都鉄道博物館にてEF81 103・スロネフ25 501・スシ24 1・オハ25 551・カニ24 12の合計5両を保存・展示している。
展示用としては先ずスロネフ25 501・スシ24 1から配給輸送が始まり、敦賀地域鉄道部所属のEF81形電気機関車についても、2015年（平成27年）4月23日に103号機（トワイライトエクスプレス色）が京都鉄道博物館への保存目的で向日町操車場まで配給輸送が行われた。EF81 103号機およびスロネフ25 501とスシ24 1が展示保存に伴い同年4月30日付で廃車扱いになった。
合わせて京都鉄道博物館に展示するオハ25 551とカニ24 12も同施設の公式サイトで紹介された。カニ24 12については2016年（平成28年）1月6日に網干総合車両所で展示に向けた車両整備を終えて所属先に戻っている。オハ25 551・カニ24 12も開館前日の同年4月28日付で廃車扱いになった。
一方、牽引していたEF81形電気機関車のうち2015年3月16日に103号機、19日に44号機と43号機、20日に114号機が金沢総合車両所松任本所へ相次いで回送された。3月20日の時点では108・113号機のみが敦賀地域鉄道部敦賀運転センターに保留されていた。4月28日時点でEF81 113号機は工事用臨時列車として運用されていたほか、団体専用列車運用にも充当された（後述）。
また、2016年（平成28年）2月16日にはEF81 114号機が団体専用列車運行から再び金沢総合車両所松任本所に入場したが、同年4月8日に114号機が台車を中心とした要部検査を終え、松任本所から自走回送で敦賀運転センターに戻っており、2016年4月8日時点で保留のトワイライト色EF81機関車は44・113・114号機だけになった。ただし、2016年4月1日現在の車籍上では43号機も残っていた。同年7月28日には113号機が全般検査を完了させ、敦賀まで試運転も兼ねた回送が行われた。また、JR東日本対応のATS-Psの表記も残っている。113号機は同年9月3,4日に開催された『おわら風の盆』ツアーで「サロンカーなにわ」による団体専用列車の牽引で使われている。
「トワイライトエクスプレス」廃止後の2016年4月6日・7日にはTWILIGHT EXPRESS 瑞風デビュー前の添乗乗務員訓練と性能検査を兼ねて、大阪方からスロネフ25 503+オハ25 553+スシ24 2+オハネフ25 503+カニ24 14の順で組成した5両がEF65 1128の牽引により宮原→下関→宮原のルートで試運転を実施した。
2016年4月14日にカニ24 10+スロネフ25 502+スシ24 3+オハネ25 525+オハネ25 522+オハネ25 523の6両が、6月6日にはカニ24 13+オハネ24 521+オハネ25 524+オハ25 552+オハネ25 562+オハネ25 512+オハネフ25 502の7両が、6月22日にはカニ24 14+オハネフ25 501+オハネ25 511+オハネ25 561+オハネ25 526+オハネ25 513+オハネ25 563の7両が、7月5日にはスロネ25 503も吹田総合車両所に廃車回送された。そして5月16日付でオハネ25 522,523,525・カニ24 10の4両が廃車扱いになっている他、同年7月11日付でオハネ25 513・521・524・526・561 - 563、オハネフ25 501・502、オハ25 552、カニ24 13・14の計12両が、同年11月17日にはスロネ25 503が廃車された。 
2016年12月8日、オハネフ25 503+スシ24 2+スロネ25 502+スロネ25 501+オハ25 553+スロネフ25 503の6両がトワイライト色EF65 1124のけん引で、吹田総合車両所に廃車回送された。これを以って、トワイライトエクスプレス用の24系客車の配給回送は全て終了。そして2017年3月31日付でスロネフ25 502・503、スロネ25 501、オハネ25 511・512、オハ25 553、スシ24 2・3の8両と牽引機であったEF81 43号機が廃車になった。
2018年1月28日に敦賀運転センター所属のキハ120-204が後藤総合車両所でリニューアル改造から出場して所属先への配給輸送の際、宮原（操）→敦賀間を同じ敦賀運転センターのEF81 113号機が牽引仕業を担当している。
2018年2月2日には、EF81が所属している敦賀運転センター繋がりで福井県敦賀市に当列車の部品（外観エンブレム・車体番号の印字部分・寝台車のルームナンバープレート・卓上スタンドライト・食堂車テーブル・椅子・サロンカーソファ・テーブル・運転席マスコンハンドル・ブレーキ弁・標識灯等の計125点）を同年3月に譲渡するという報道があり、当初は車両も一緒に譲渡する予定だったが4月26日に敦賀市金ヶ崎周辺エリアへの、車両提供がアスベストの関係で立ち消えになったため部品提供の計画が明らかになった。敦賀市の資料によると部品詳細はEF81で14種類・19個、24系客車等で32種類113個の132点の譲渡となった。
2018年3月31日に最後まで残ったオハネフ25 503・スロネ25 502の廃車手続きを行い車籍から旧トワイライト客車が消えた。
2018年4月1日現在の専用機関車の在籍は、EF81 44,113,114となっている。
2021年頃よりEF81 44,114は松任本所にて解体され、最後まで残った113号機は引き続き湖西線排雪や工事用臨時列車に使用されていたが、2023年3月10日松任本所へ自走での廃車回送。1ヶ月後に解体され、本線上にトワイライトエクスプレスの面影を残す車両は全ていなくなった。
2023年5月23日、京都鉄道博物館はカニ24 12について「車体の老朽化や部品類の経年劣化に伴い、現行の展示方法で必要になる構内の入換作業等が難しくなってきた」事を理由に6月27日いっぱいでの展示終了を発表。終了後は留置線で姿を見ることができたが、12月上旬の休館日にトラックで搬出された。

### 団体専用列車

#### 『特別な「トワイライトエクスプレス」』

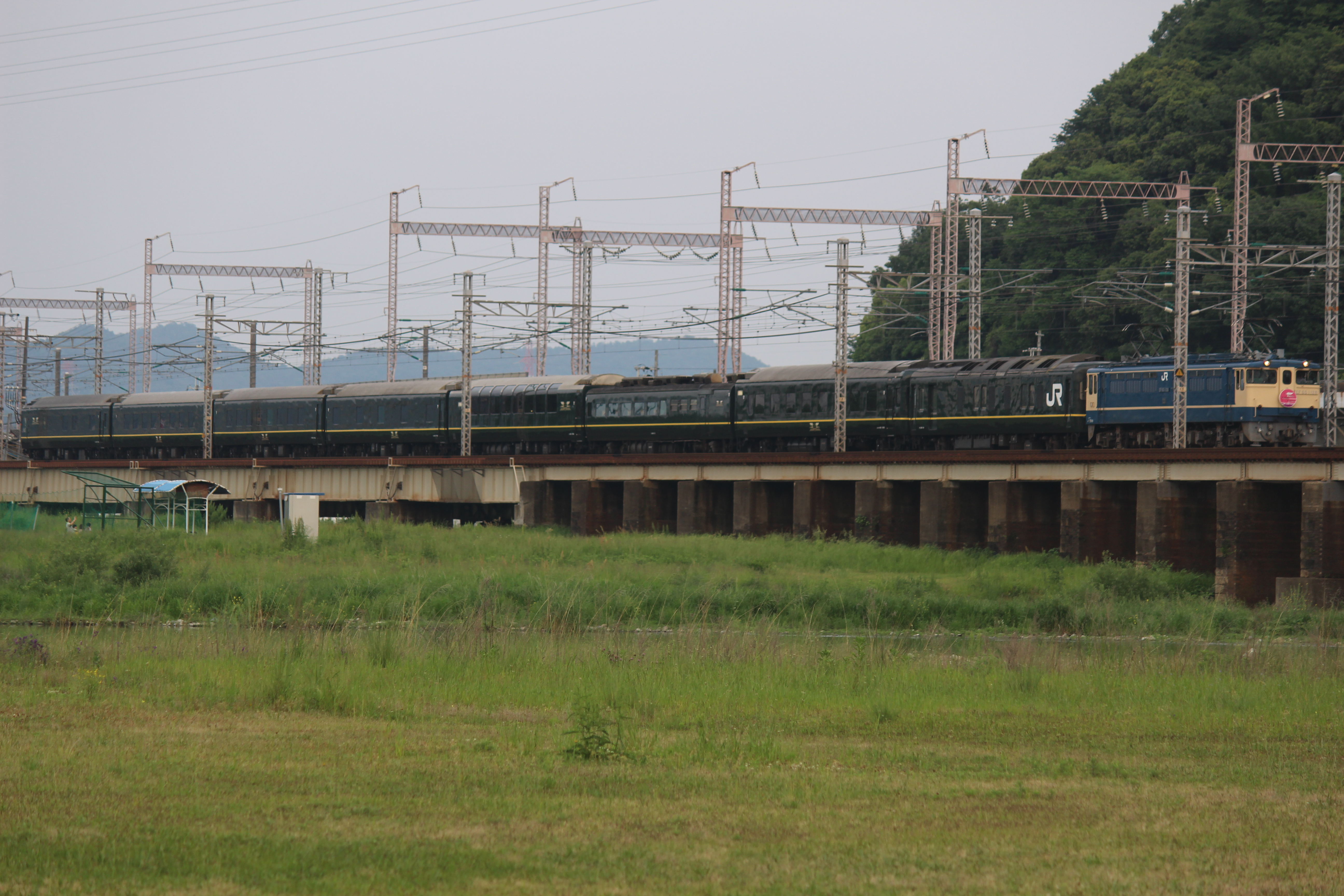
団体用の専用編成。
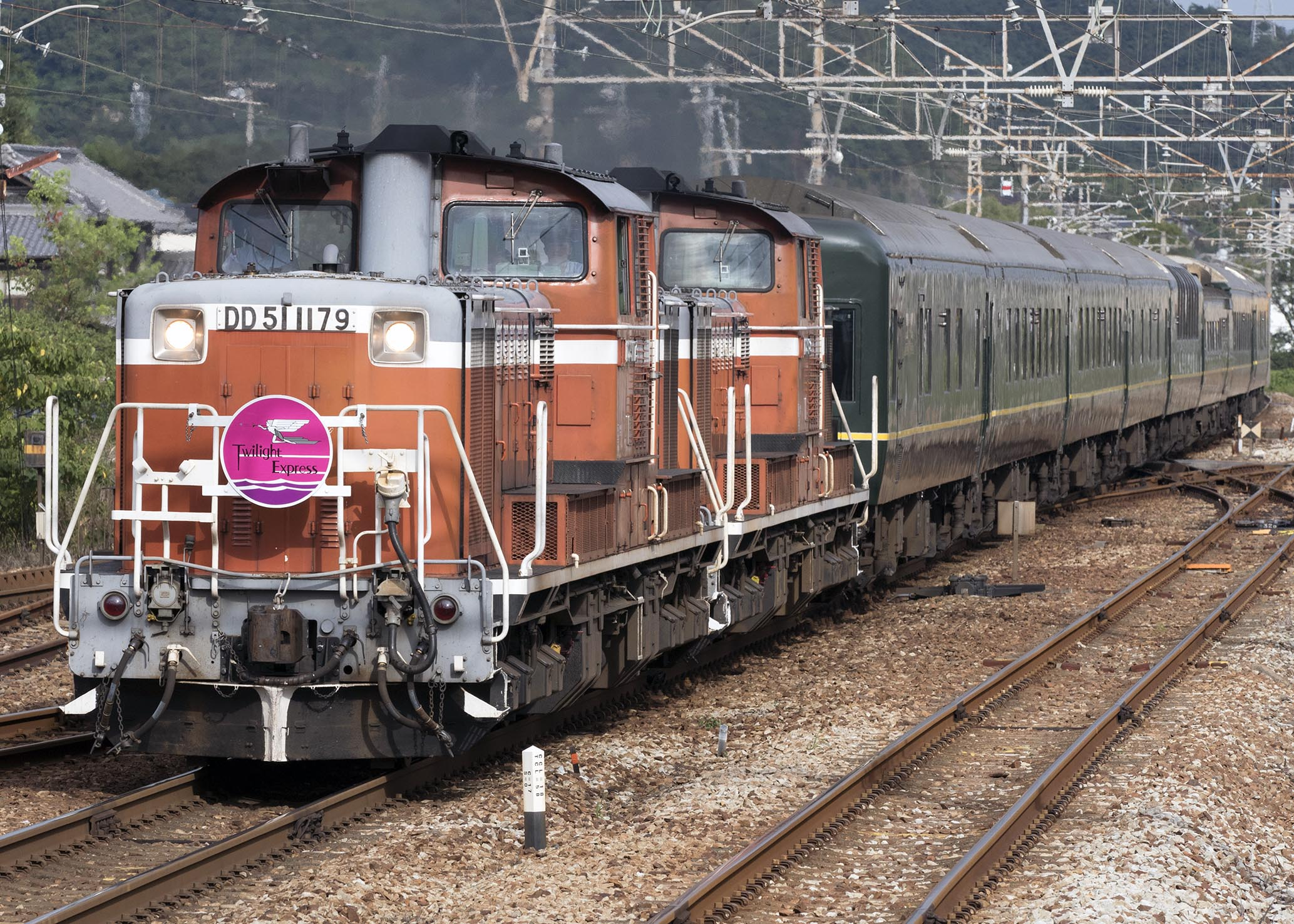
DD51 1179+DD51 1186 牽引 特別な「トワイライト エクスプレス」
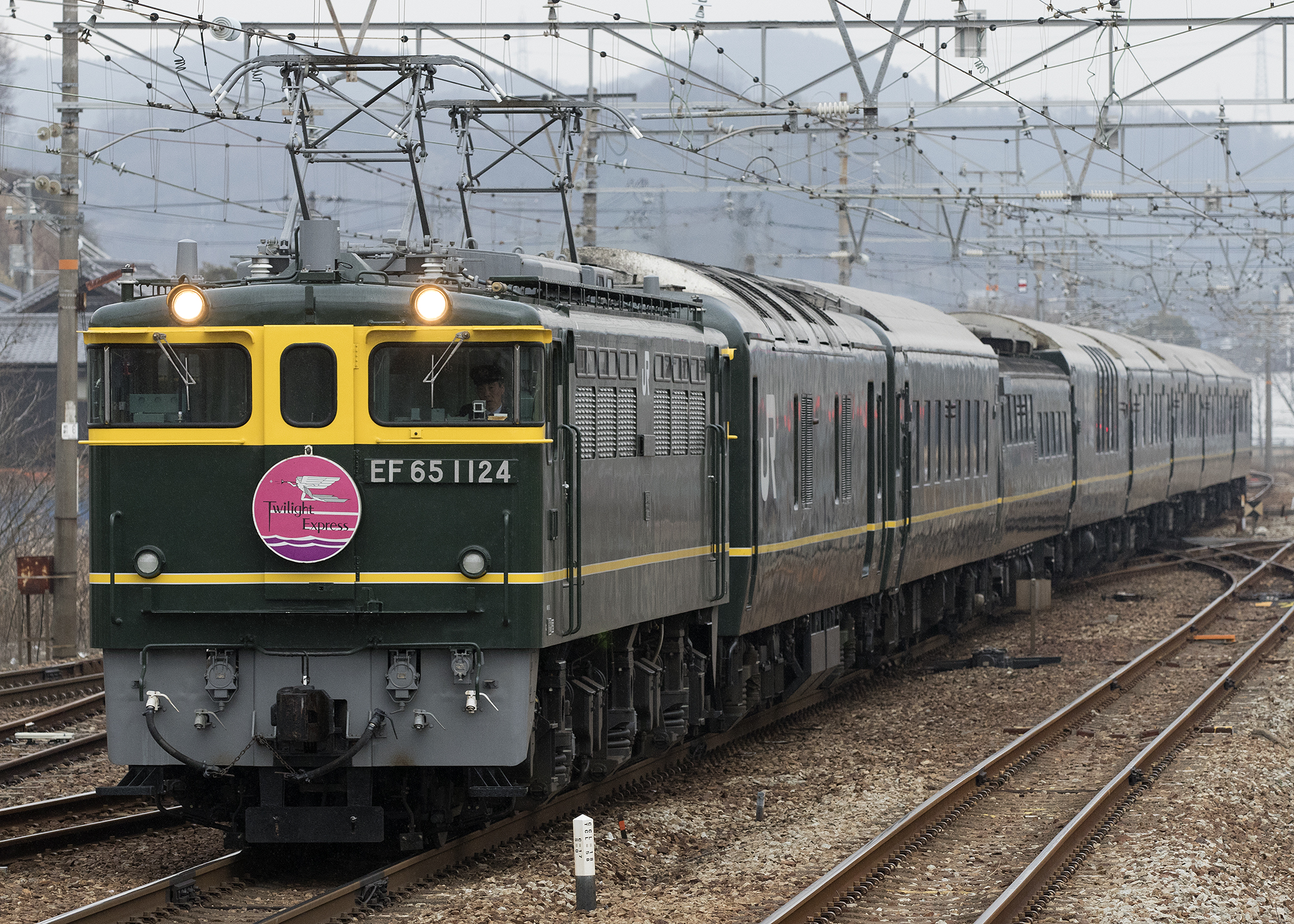
EF65 1124 牽引 特別な「トワイライト エクスプレス」

JR西日本は予てよりトワイライトエクスプレス用車両を用いた団体列車の運転を検討してきたが、2015年3月23日にその概要が正式発表された。定期運行時の10両編成からオハネ25形（510番台・520番台・560番台）4両を外し、3編成のスロネ25形500番台を集約してA個室寝台（スイート・ロイヤル）のみの8両編成に再組成して使用。切符の発売は旅行会社主催のツアーのみ。7号車のオハネフ25形500番台は「乗務員室等」と位置付けられ、一般向けには発売されなかった。この専用編成は「特別なトワイライトエクスプレス」と名付けられた。
運転コースは5月・6月の下り列車は大阪を出発して琵琶湖を一周して大阪に戻り、そこから下関まで一晩かけて走るルート、上りはその逆で終着が京都になるルートが発表されており、7月からは山陰本線を主体としたコースも追加設定された。大阪 - 敦賀 - 京都間の牽引には、大阪 - 札幌間の運転時に使用されたEF81の113・114号機が担当している。また、京都 - 下関間は下関総合車両所のEF65形機関車が使用されていた。
ツアー販売する旅行会社に関しては、JR西日本公式プレスリリース（同記事の各脚注参照）とJR西日本運営「おでかけネット」の特集記事で挙げられている。初回ツアーは5月16日大阪始発および5月18日下関始発の往路・復路で開催された。以降は5月23日・5月30日・6月6日・6月13日・6月20日・6月27日が大阪始発、5月25日・6月1日・6月8日・6月15日・6月22日・6月29日が下関始発となり、山陽ルートでツアーが設定された。また、2015年7月開催の山陽ルートツアーは7月11日・18日の大阪始発、7月13日・20日下関始発で設定された。
また、おんせん県おおいたデスティネーションキャンペーンの一環として、往路が7月5日大阪始発・復路が7月7日 大分始発で当列車初の九州乗り入れツアーも開催されている。また、9月12日大阪始発、9月14日大分始発便も運行された。この際、大阪 - 下関間は下関車両所所属のEF65形機関車が、下関 - 大分間は熊本車両センター所属のDE10形ディーゼル機関車が牽引している。
トワイライト客車を用いたパックツアーという特別な形ではあったが関西と九州を結ぶ寝台列車が久しぶりに復活した。
7月25日以降の夏季における山陰ルートも決定し7月25日・8月1日・8月22日・8月29日・9月5日・9月19日の大阪始発分と、7月27日・8月3日・8月24日・8月31日・9月7日・9月21日の下関始発分で設定された。このツアーでは東萩駅に3時間から4時間停車し地元のお出迎えや観光企画も実施した。
大阪 - 瀬戸間は下関総合車両所のEF65形機関車が、瀬戸 - 下関間は後藤総合車両所所属のDD51形ディーゼル機関車のDD51 1179,1186が使用され、DD51形ディーゼル機関車の運用についても瀬戸 - 米子間は重連運転で、米子 - 下関間は単機運転で牽引した。
2015年秋季ツアー運行も決定。山陽コースが10月3日・10月10日・10月18日・11月28日の大阪始発(往路)、10月5日・10月12日・10月20日・11月30日の下関始発(復路)が設定された。山陰コースは10月24日・10月31日・11月7日・11月14日・11月21日に大阪始発(往路)、10月26日・11月2日・11月9日・11月16日・11月23日下関始発(復路)で設定された。また、10月以降の山陽ルートについては大阪 - 下関間（神戸線・山陽本線）のみとなり、琵琶湖（京都線・琵琶湖線・湖西線・北陸本線）を経由しないルートに変更されている。
2015-2016年冬期ツアー運行も決定。2016年1月18日下関始発のみ「京の冬の旅50回記念号」として運転し、秋季では除去された琵琶湖一周ルートを冬季においてはこのツアーでのみルート設定され、下関→敦賀間をEF65 1124で敦賀→京都間をEF81 114の牽引で特別ヘッドマーク付きで運行した。2016年3月22日の大阪終着を以って特別な「トワイライトエクスプレス」を用いたツアー運転は大好評のまま無事に終了。
なお、2015年11月にEF65形機関車のうち1124号機が全般検査を経てトワイライト色に塗色変更され、11月12日に下関総合車両所で構内試運転が行われた。そして、11月20日から工臨として運用を開始し、12月6日の大阪発下関行きより特別な「トワイライトエクスプレス」の牽引を開始した。
これまでは別料金で提供していた食事を朝食1回・昼食2回・夕食1回のセットにした上で、さらにグレードアップしたフランス料理とデザート（人気のブーランジェ、パティスリーが協力）も提供された。
この編成は、使用される24系客車(旧トワ客)の検査期限が残っている間だけの運行であり2016年3月に数多くの思い出を残して特別企画は終了した。
その後は当初の計画通り、2017年6月17日デビューの「TWILIGHT EXPRESS 瑞風」に後を引き継ぎ、旧トワイライト客車は完全に役目を終え全車廃車され、梅小路に移された一部の客車を除き解体された。

#### 『トワイライトエクスプレス車両で行く福井の旅』
2015年10月1日・2日には「北陸デスティネーションキャンペーン」の開催に合わせ、日本旅行にて『トワイライトエクスプレス車両で行く福井の旅』が開催された。
この団体臨時列車の「トワイライトエクスプレス」は座席扱いの寝台車（スロネフ25・オハネフ25）とサロンカー2両を含めた4両の客車と電源車の編成で運行されている。

## テレビ番組
2015年2月15日放送の『大改造!!劇的ビフォーアフター』（ABCテレビ制作・テレビ朝日系）にて大阪市内の極小住宅リフォームで居室スペースにおけるアイディアのヒントを探るために建築士自らが出発準備前の「トワイライトエクスプレス」の車内をくまなく調査した。